# Biserica Adormirea Maicii Domnului din Strei

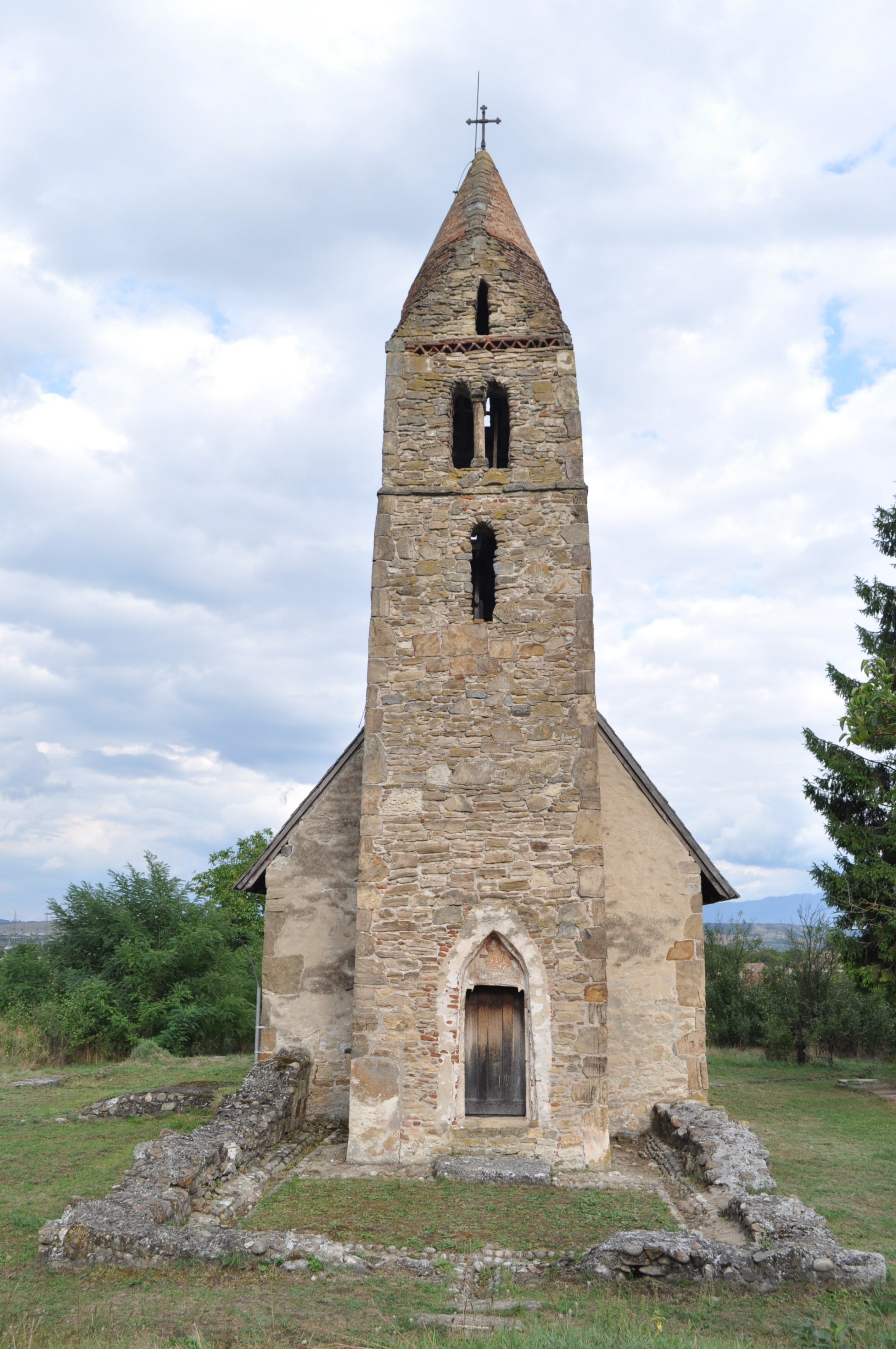
Biserica Adormirea Maicii Domnului din Strei, foto: septembrie 2015.

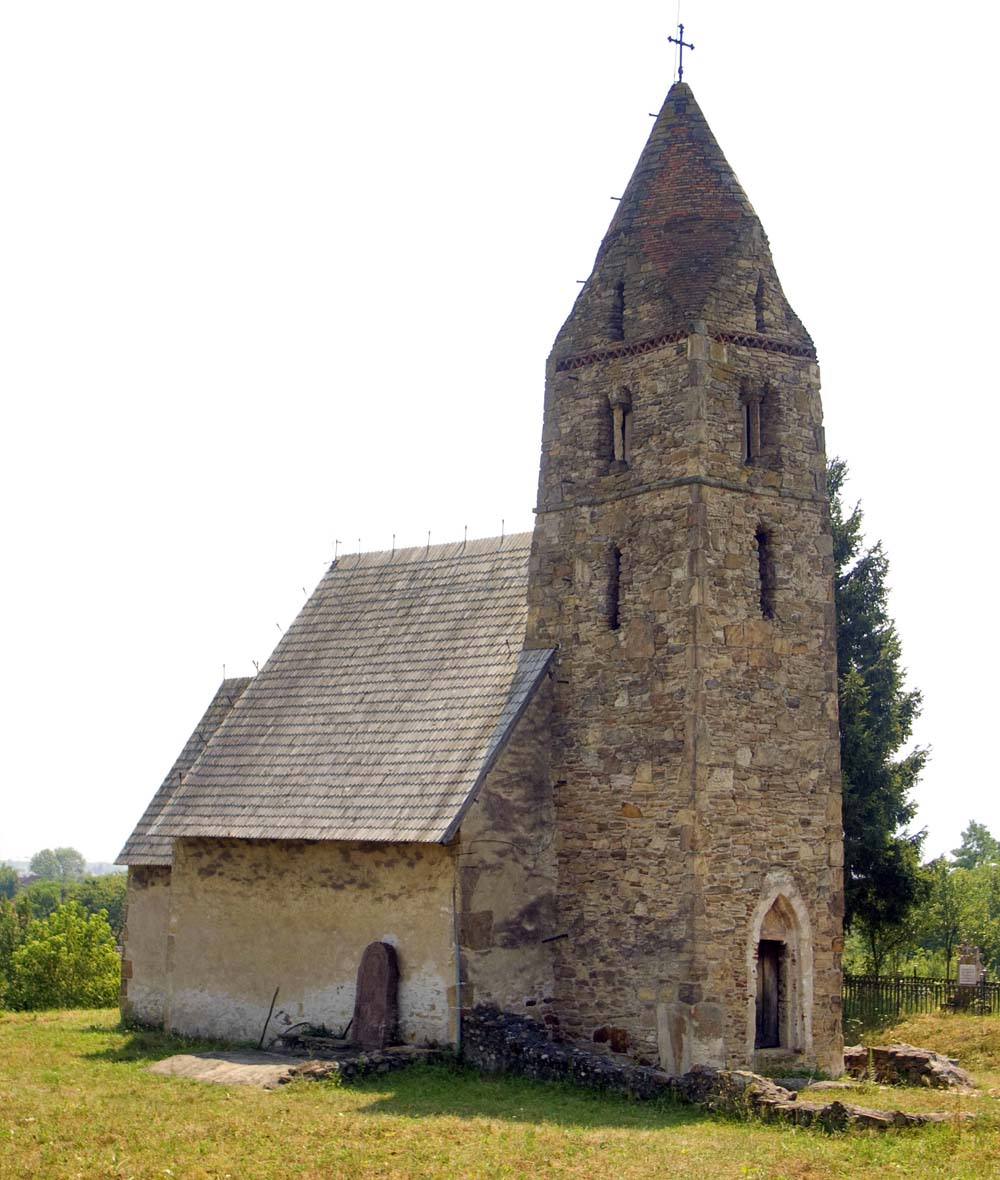
Biserica din Strei, judeţul Hunedoara, 2007

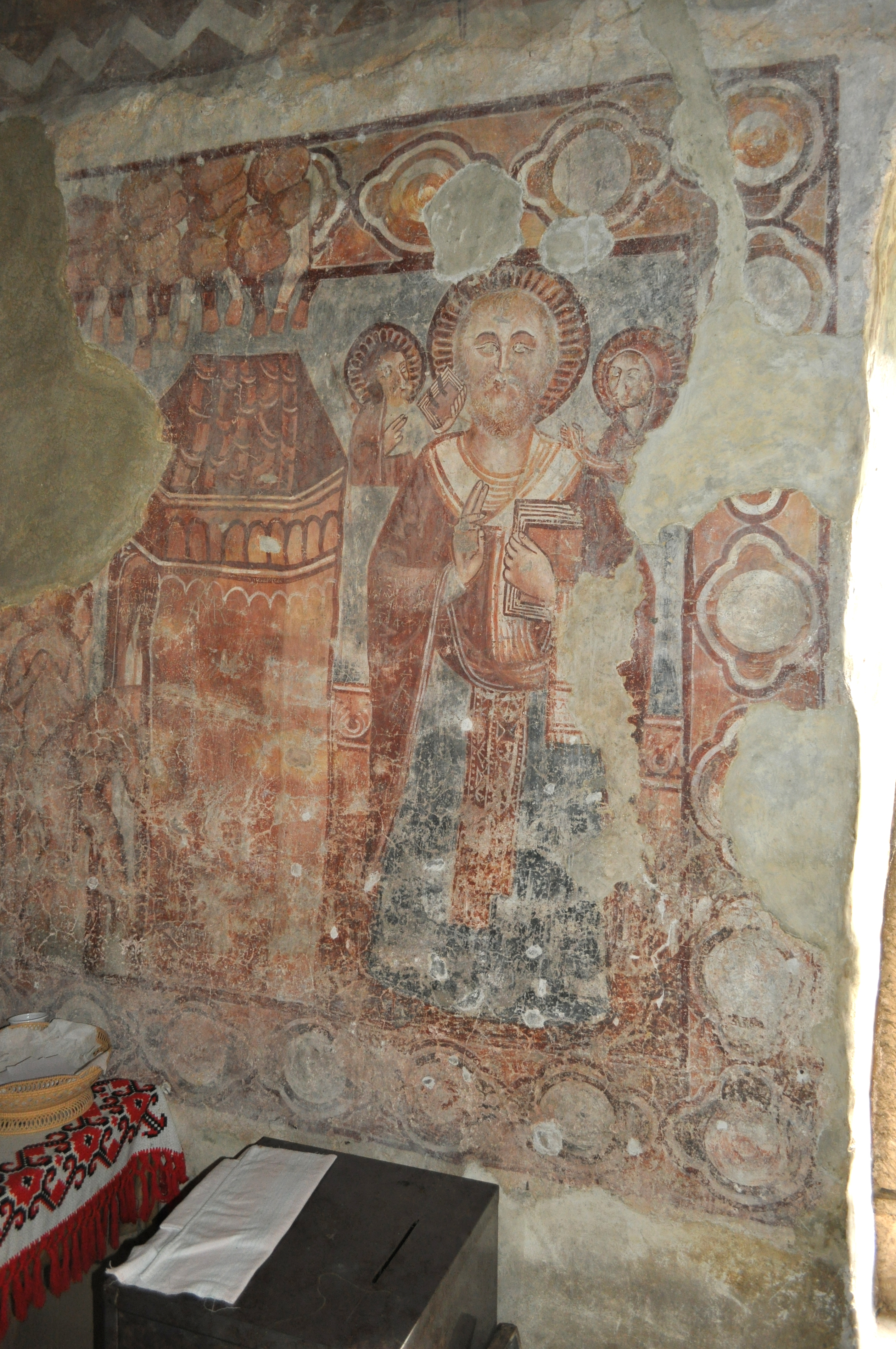
Sfântul Nicolae (peretele sudic al navei)

Biserica Adormirea Maicii Domnului din Strei este o biserică ortodoxă aflată în localitatea Strei, în vecinătatea orașului Călan, județul Hunedoara, aflată pe noua listă a monumentelor istorice (cod LMI HD-II-m-A-03452). Sinteză de influențe bizantine și nord-italiene (stil gotic timpuriu), valorificate într-o manieră arhitectonică locală, biserica ortodoxă din Strei datează din a doua jumătate a sec. al XIV-lea (după unele surse circa 1270), fiind unul dintre cele mai vechi și reprezentative monumente de arhitectură transilvană.
De mici dimensiuni, construită din piatră brută, prezintă un turn-clopotniță pe fațada vestică, o navă scurtă cu boltă de scânduri și un altar dreptunghiular, boltit în cruce pe ogive masive de piatră. Odinioară pictată și la exterior, ea păstrează un valoros ansamblu de picturi murale la interior executate de maestrul Grozie: în altar „Iisus în glorie" și cortegiul apostolilor, în navă „Buna Vestire", Sfântul Nicolae și sfinți.

## Istoric și trăsături
Asemănător întru totul în ceea ce privește compoziția volumelor arhitectonice cu biserica hațegană de la Sântămăria Orlea, a cărei replică mai modestă pare să fie, lăcașul de cult din Strei, fostă capelă de curte a familiei cneziale locale (vestigiile construcțiilor medievale au fost descoperite la circa 80 m nord-vest de biserică) este alcătuit dintr-un turn clopotniță etajat (3,40 mx1,41 m), o navă dreptunghiulară inițial tăvănită (6,45x5 m) și un altar rectangular decroșat (3,22x2,80 m), toate distribuite de-a lungul axei vest-est a edificiului. Având în medie o grosime de 0,85 m, zidurile navei și altarului, construite din piatră brută sau fățuită, sunt tencuite; celelalte păstrează doar aparența mortarului. Coiful turnului este construit din piatră, formând în interior o cupolă de mici dimensiuni; la exterior își păstrează aspectul piramidal-conic. La baza acestuia se găsesc două stele funerare romane masive, indicii ale sursei de proveniență a unei părți a materialului de construcție. Nava, boltită cu scânduri, are pe latura sudică trei ferestre (două înguste, în arc semicircular, și o alta dreptunghiulară), toate tăiate în acest perete în secolul al XIX-lea. Altarul, boltit în cruce pe ogive masive, cu muchii teșite, prezintă, la nivelul pereților de nord și de sud, câte o firidă, cu rol de proscomidiar, respectiv de diaconicon. În secolul al XIX-lea, din necesitatea protejării intrării sudice de apa de ploaie, a fost construit un pridvor, dezafectat în urmă cu câteva decenii. Învelitoarea de șiță a fost reînnoită în anul 1999; alte reparații se desfășuraseră în anii 1906, 1963 și 1980.
Din faza inițială de construcție datează turnul, nava și absida altarului, bolta de lemn și acoperișul actual fiind apariții târzii. Potrivit cercetărilor arheologice întreprinse în anii 1969-1970 și 2000, în secolul al XV-lea, în dreptul intrării apusene, a fost adosat un pronaos încăpător, dezafectat în jurul anului 1717, când pe latura nordică a bisericii și-a făcut apariția o capelă reformată, demolată la sfârșitul secolului al XIX-lea. Parte a unui sistem defensiv sau a unui complex monahal care îngloba și clopotnița actuală, acest spațiu constituia, în realitate, o curte patrulateră închisă, fără acoperiș, cu accesul dinspre interiorul edificiului. Cimitirul actual, precedat de o necropolă din secolele XI-XIII, pusă în legătură cu o predecesoare din lemn a bisericii actuale, suprapune parțial, o „villa rustica” romană.
Luând în considerare coexistența formelor specifice arhitecturii romanice (turnul masiv cu acoperiș conic, ferestrele celui de al treilea etaj, cu coloane cu baze și capiteluri pătrate, precum și cele două ferestre romanice înguste de pe latura sudică a navei și din axul altarului) cu inovațiile goticului timpuriu (bolta în cruce pe ogive a acoperișului, deschiderea portalului vestic în arc frânt), s-a concluzionat că biserica din Strei datează de la sfârșitul secolului al XIII-lea. Catalogând-o drept capelă păgână, ctitorie a nobilului roman Caius Clodius Secondianus, ofițerul austriac Joseph von Hohenhausen îi fixase eronat începuturile în timpul împăratului Hadrian (117-138).
Valorosul decor mural al bisericii, restaurat în anii 1970-1972 de pictorul Nicolae Sava, prezent atât în interiorul, cât și la exteriorul lăcașului de cult, a fost opera unui grup de trei zugravi; toate prezintă un stil și un limbaj încă puternic ancorate în tradiția romanică, încărcate însă de aluziile goticului de epocă. Numele meșterului principal, cuprins într-o inscripție din absida altarului, alăturată portretului său, a fost identificat în urmă cu câteva decenii: „Grozie, fiul meșterului Ivaniș, a pictat biserica”. Există însă și alte opinii. Astfel, dacă Virgil Vătășianu și Grigore Ionescu îl consideră pe Grozie ca fiind ctitorul bisericii, Ecaterina Cincheza-Buculei pledează pentru identificarea acestuia cu șeful echipei de constructori, propunând și o nouă citire a inscripției: „(Amb)rozie meșter, iar Ivănița a zugrăvit biserica”.

## Imagini din exterior

Biserica din Strei, judeţul Hunedoara, 2007
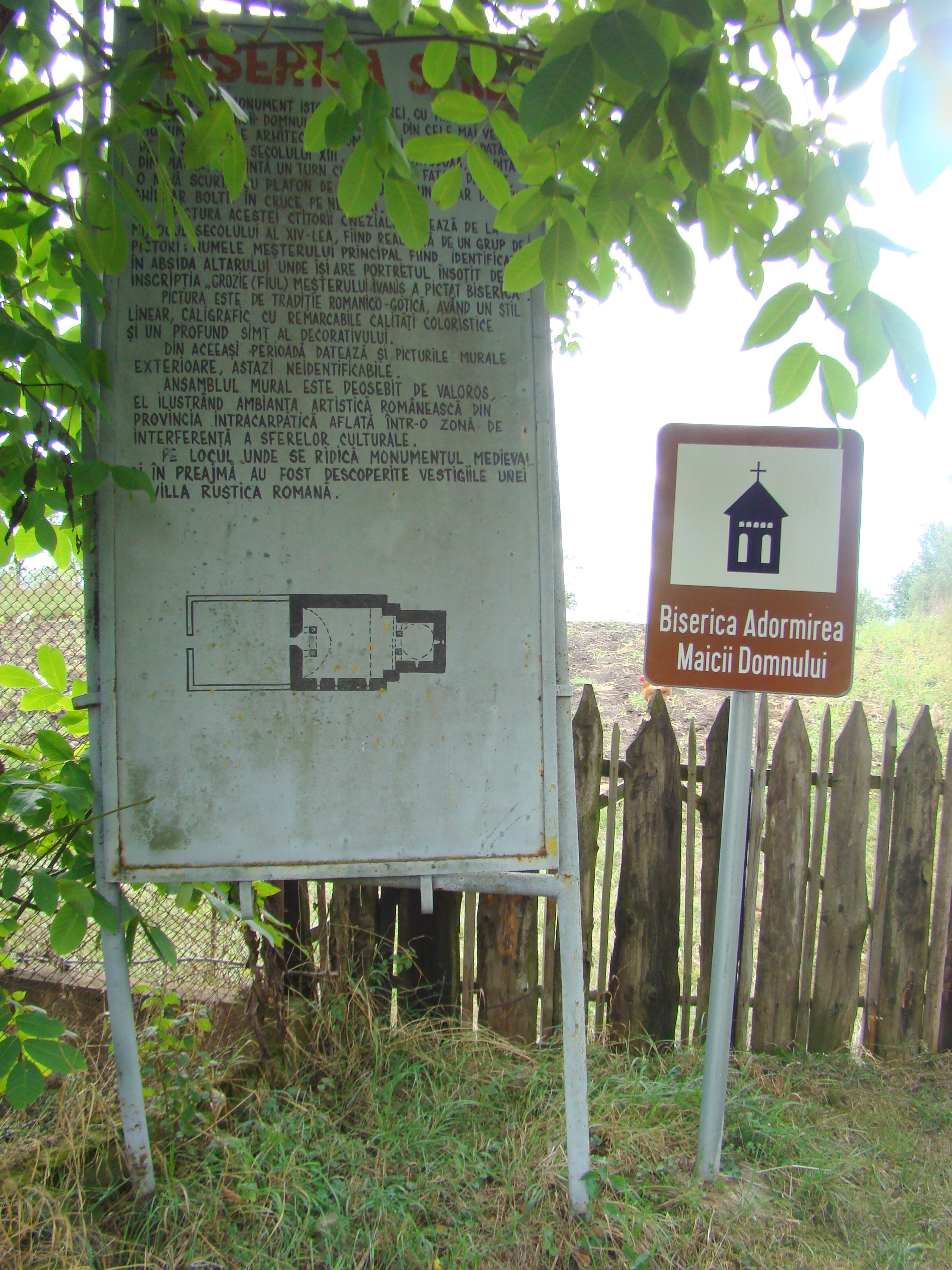
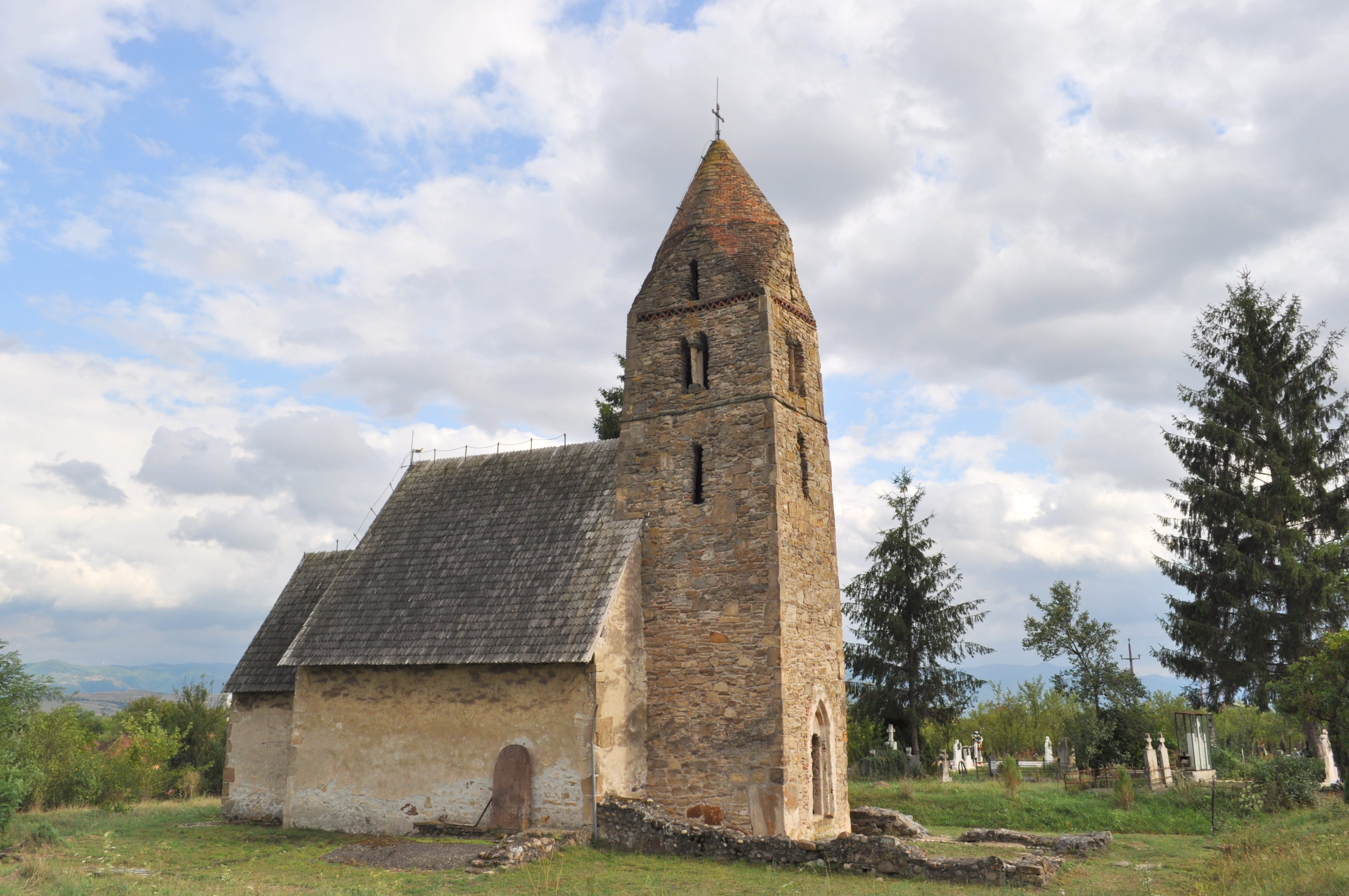
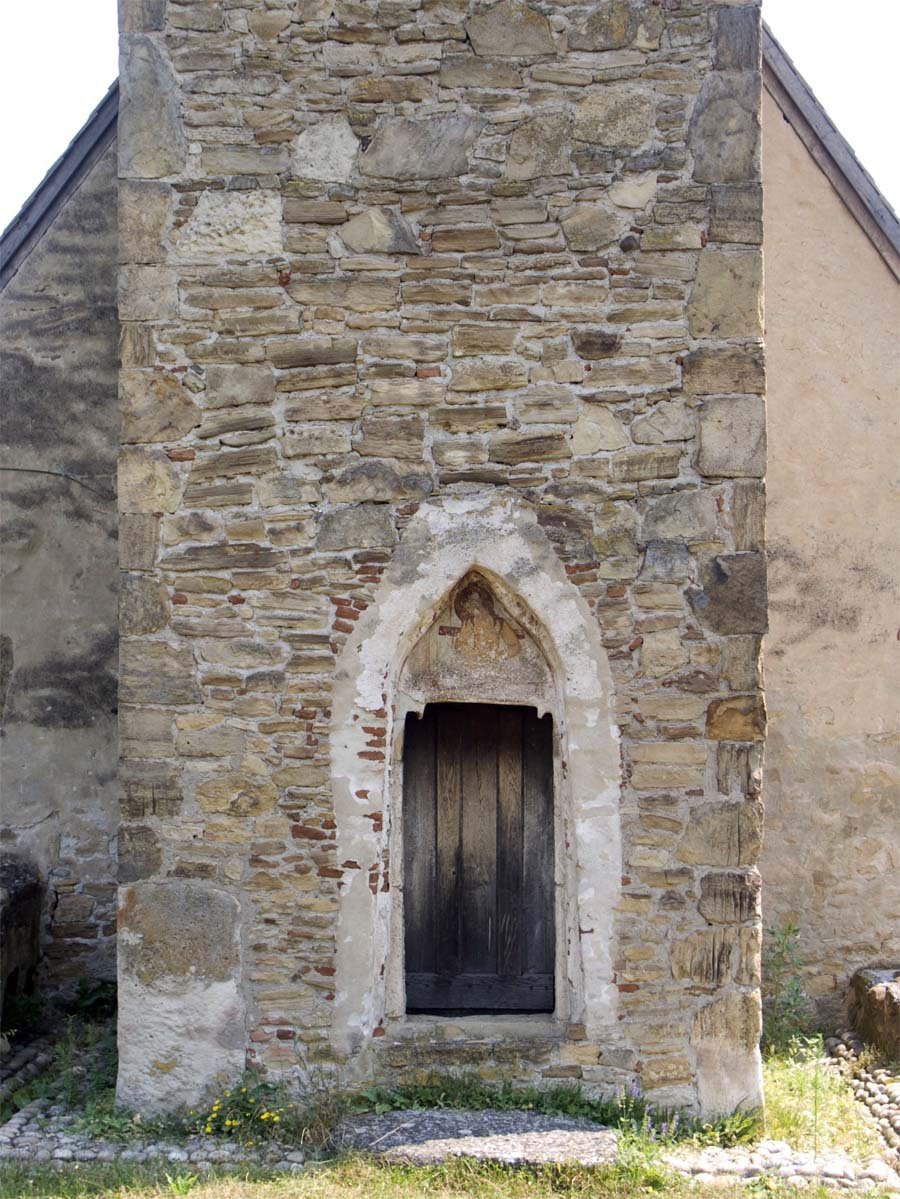
Portalul vestic
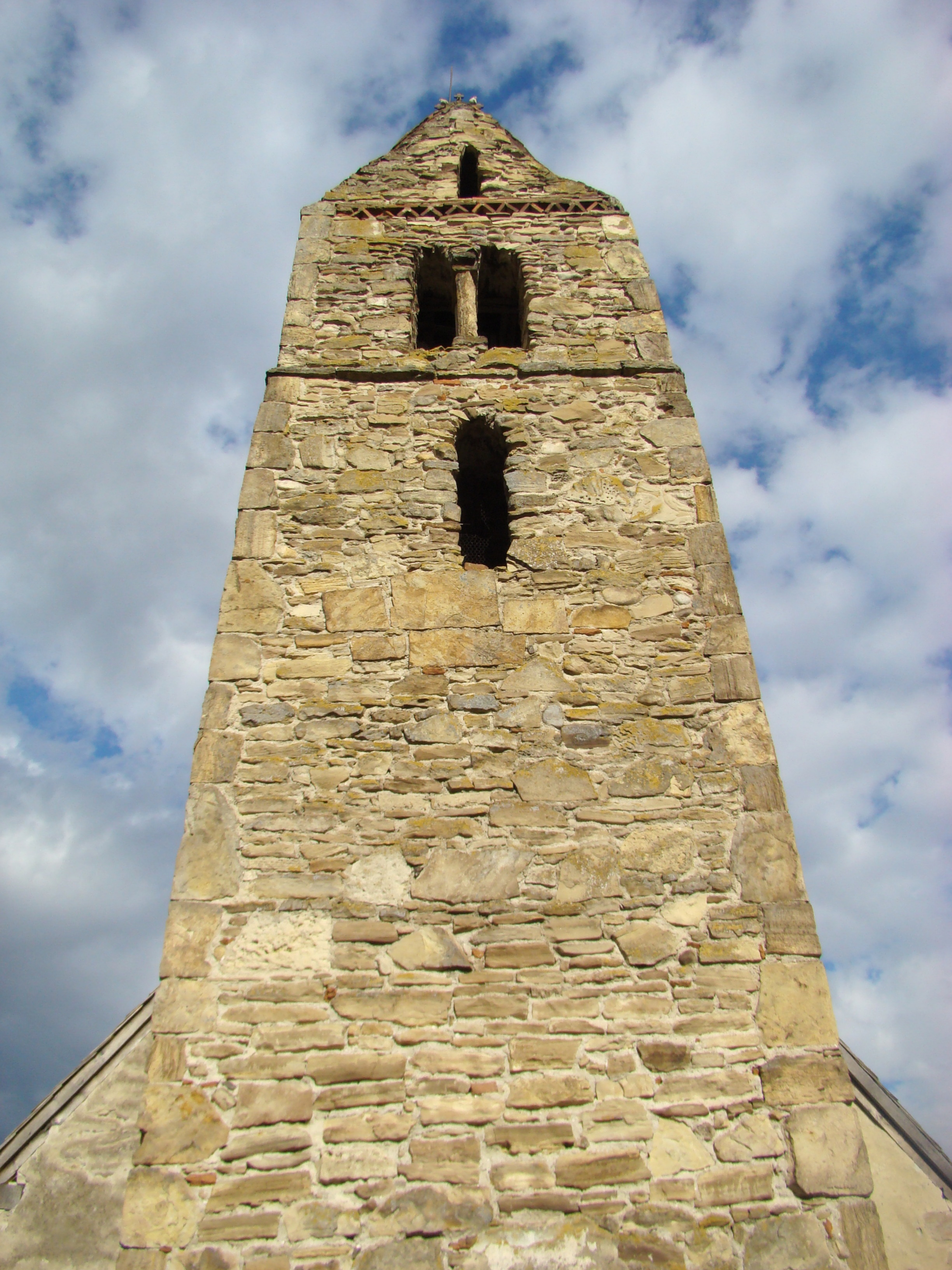
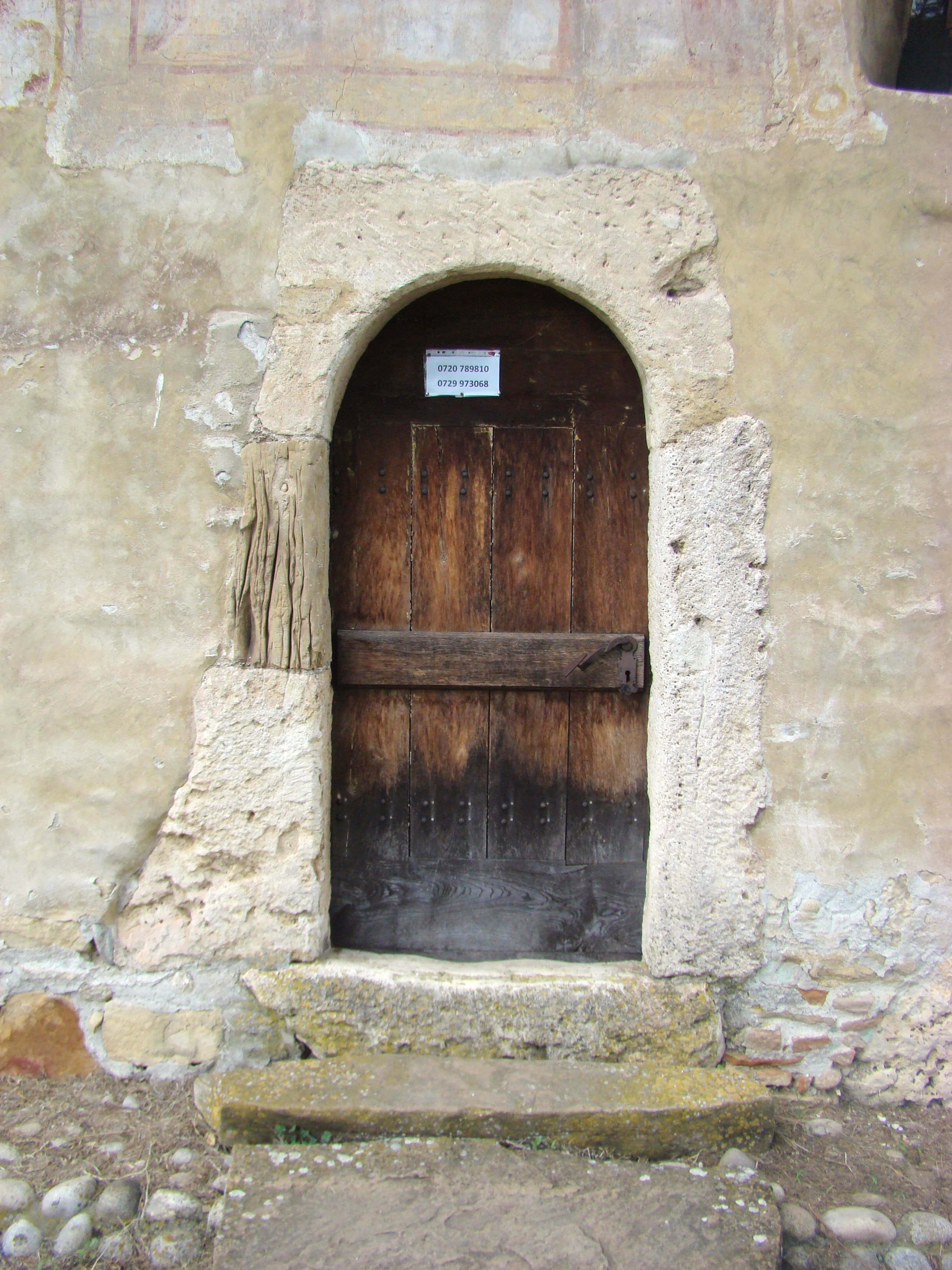
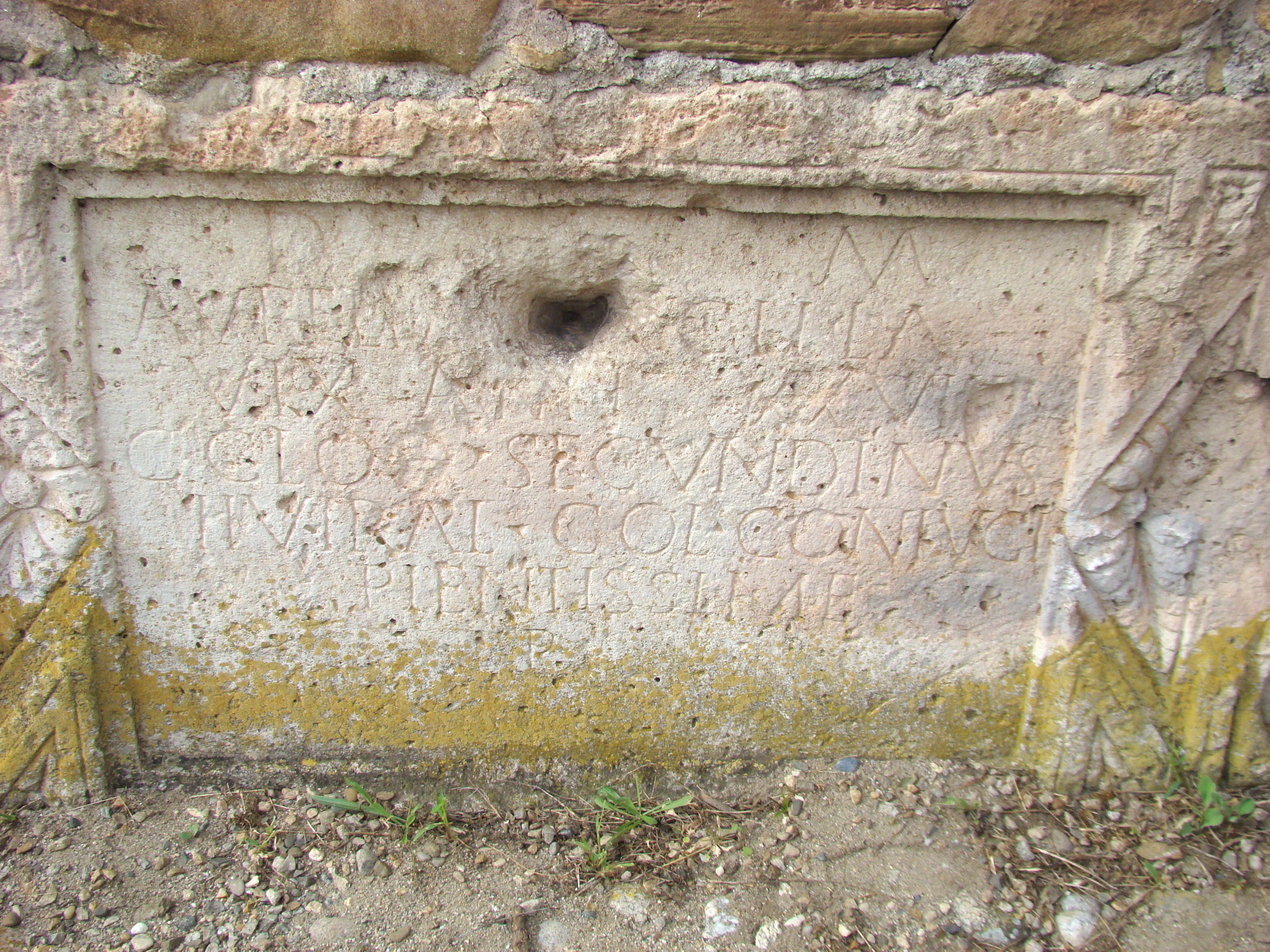
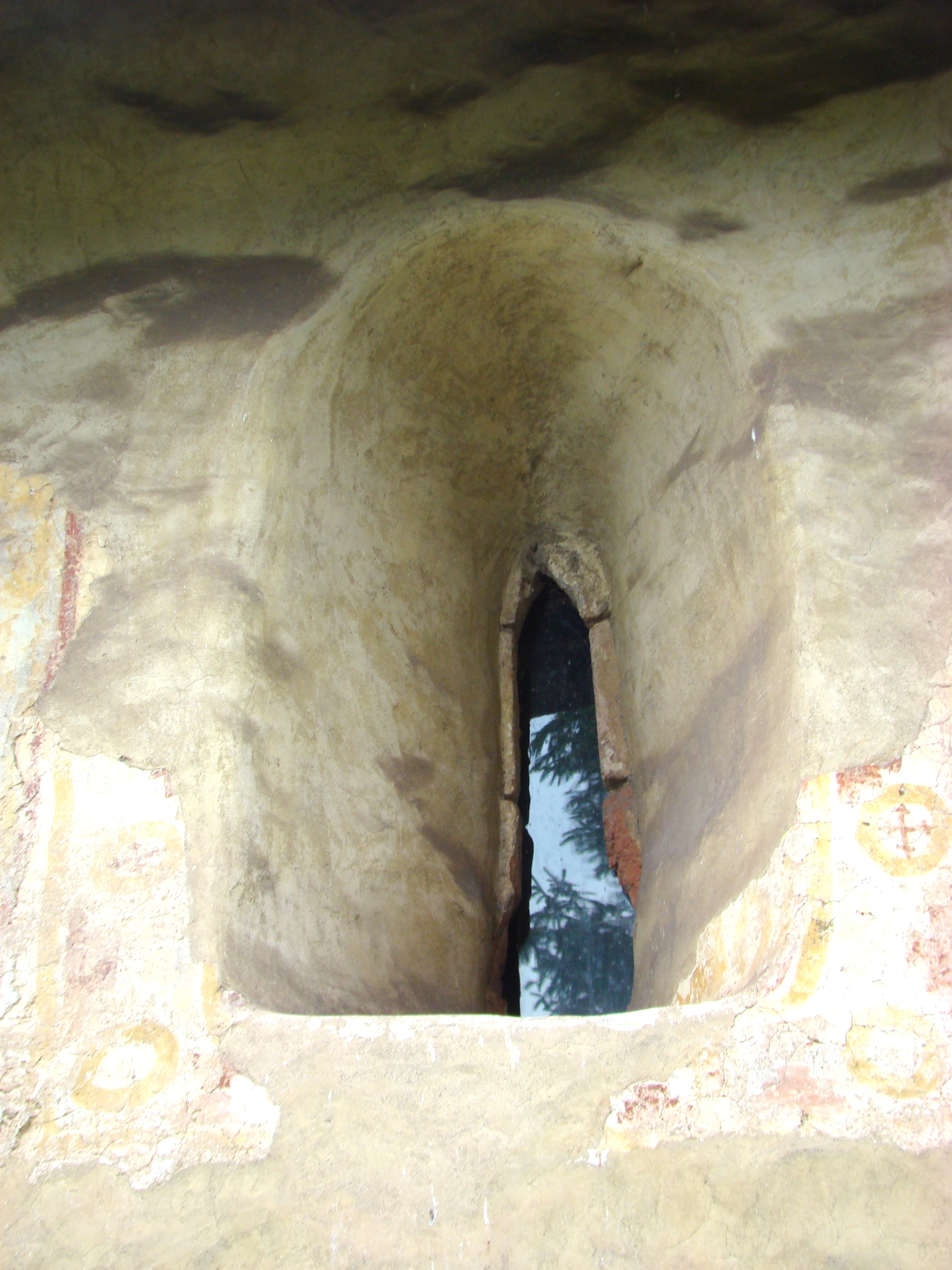
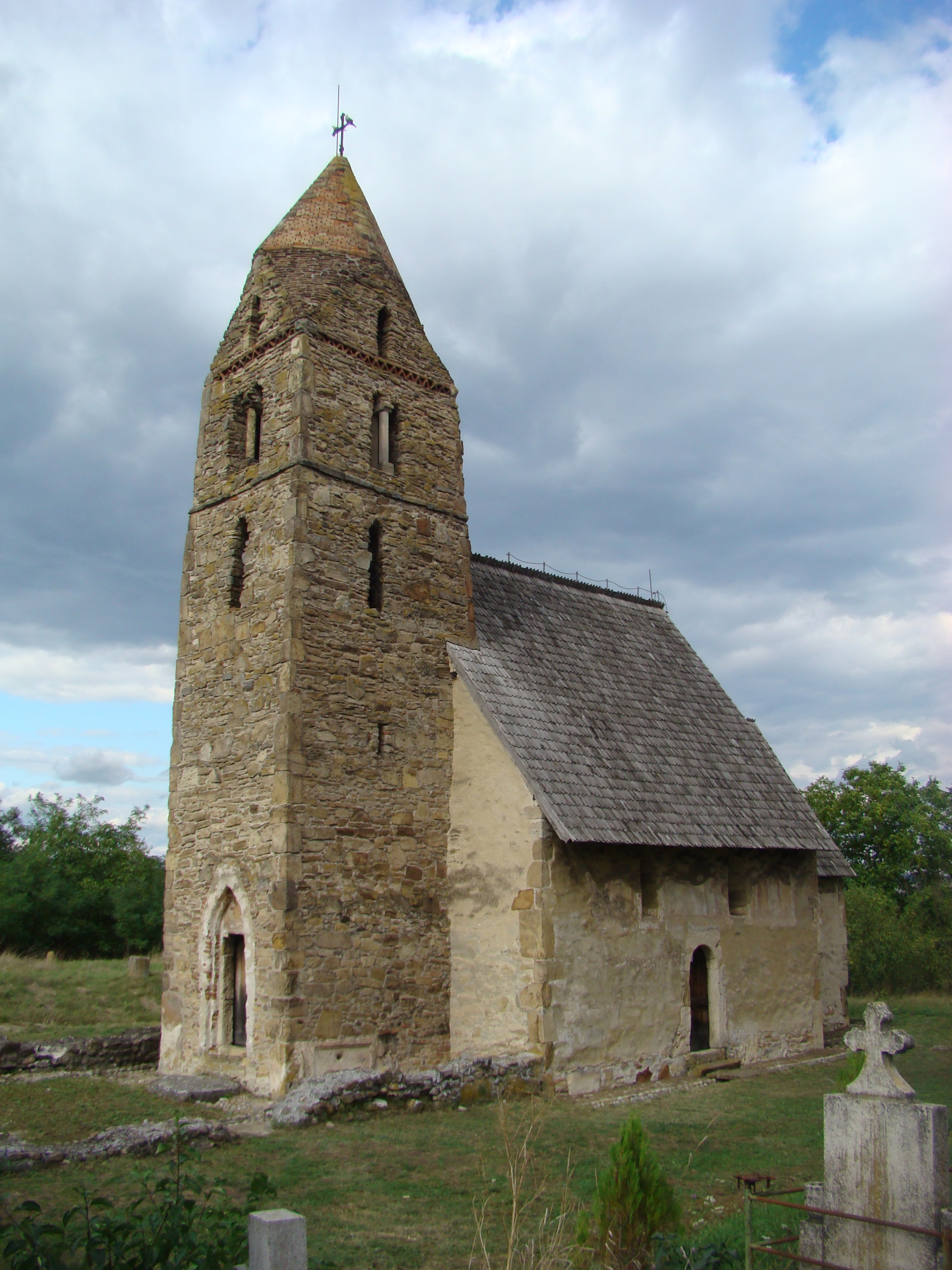
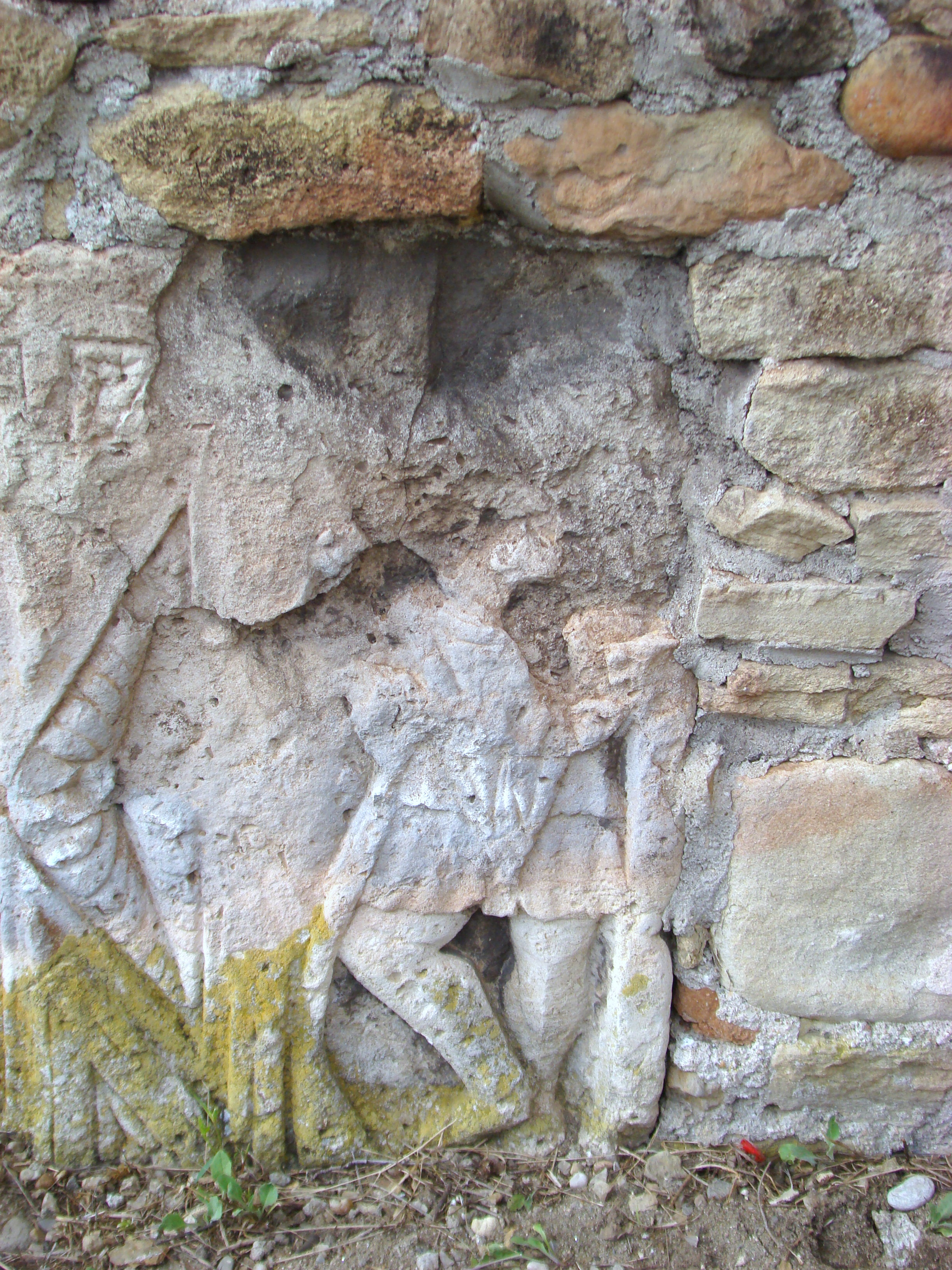
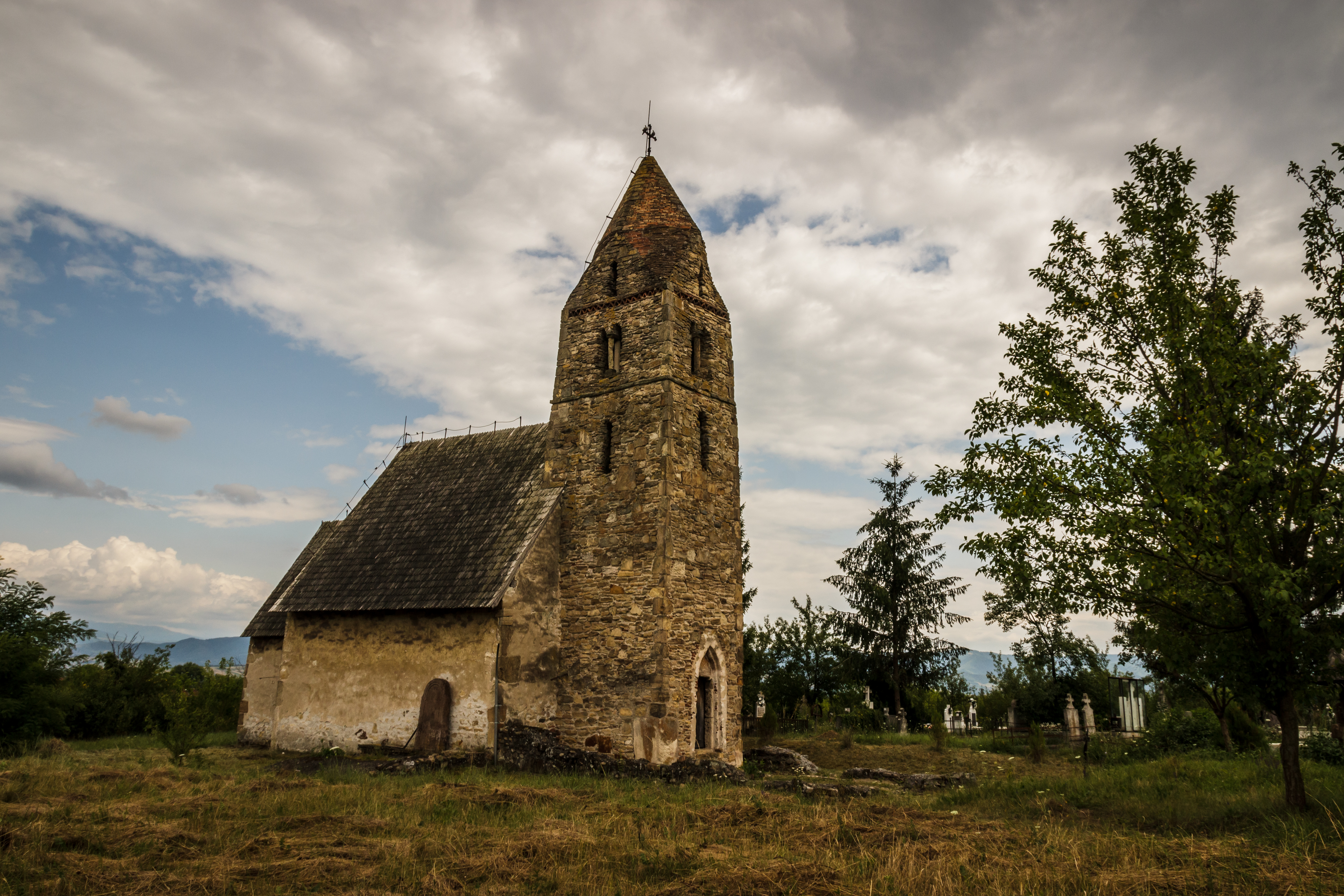
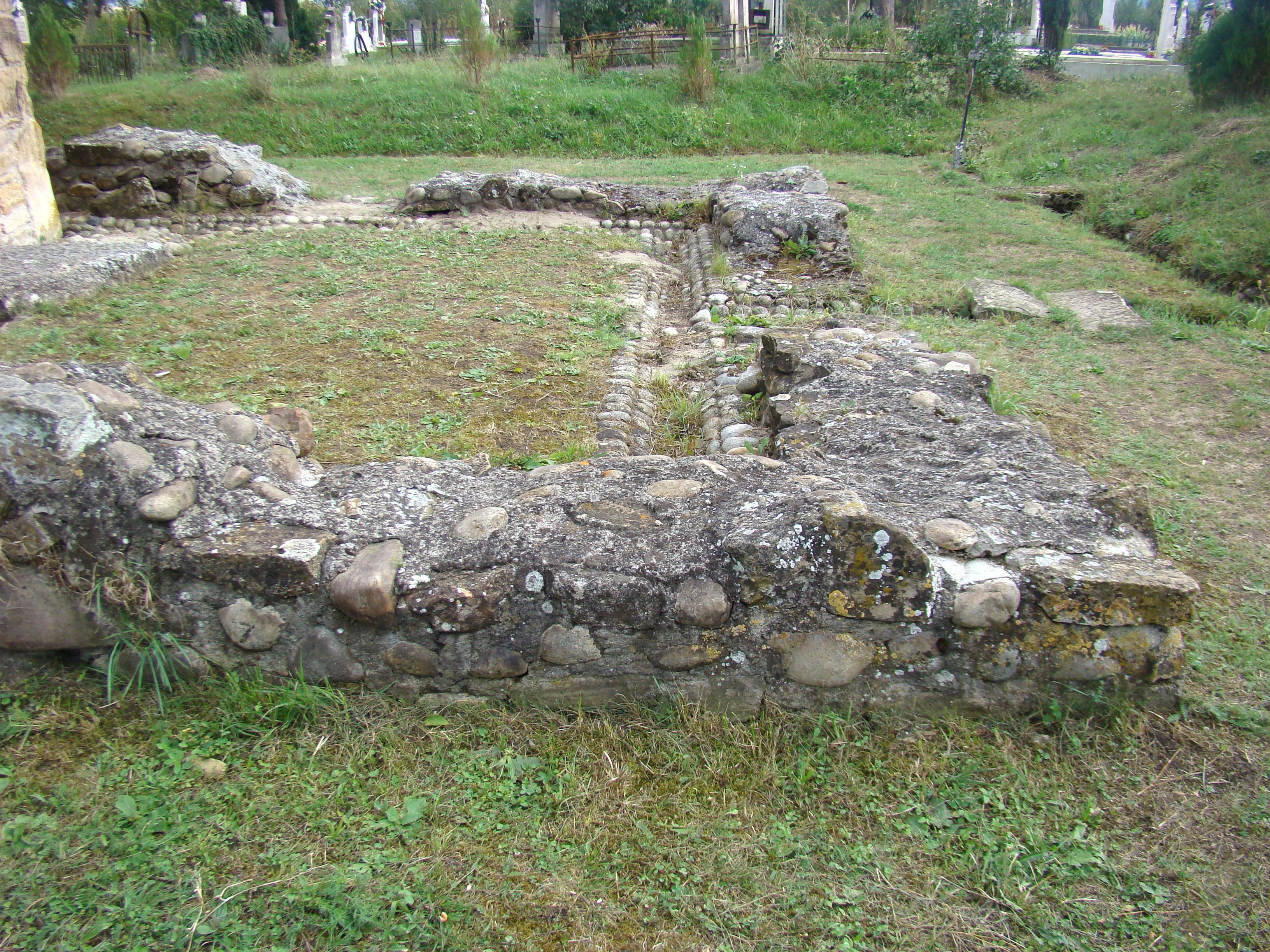
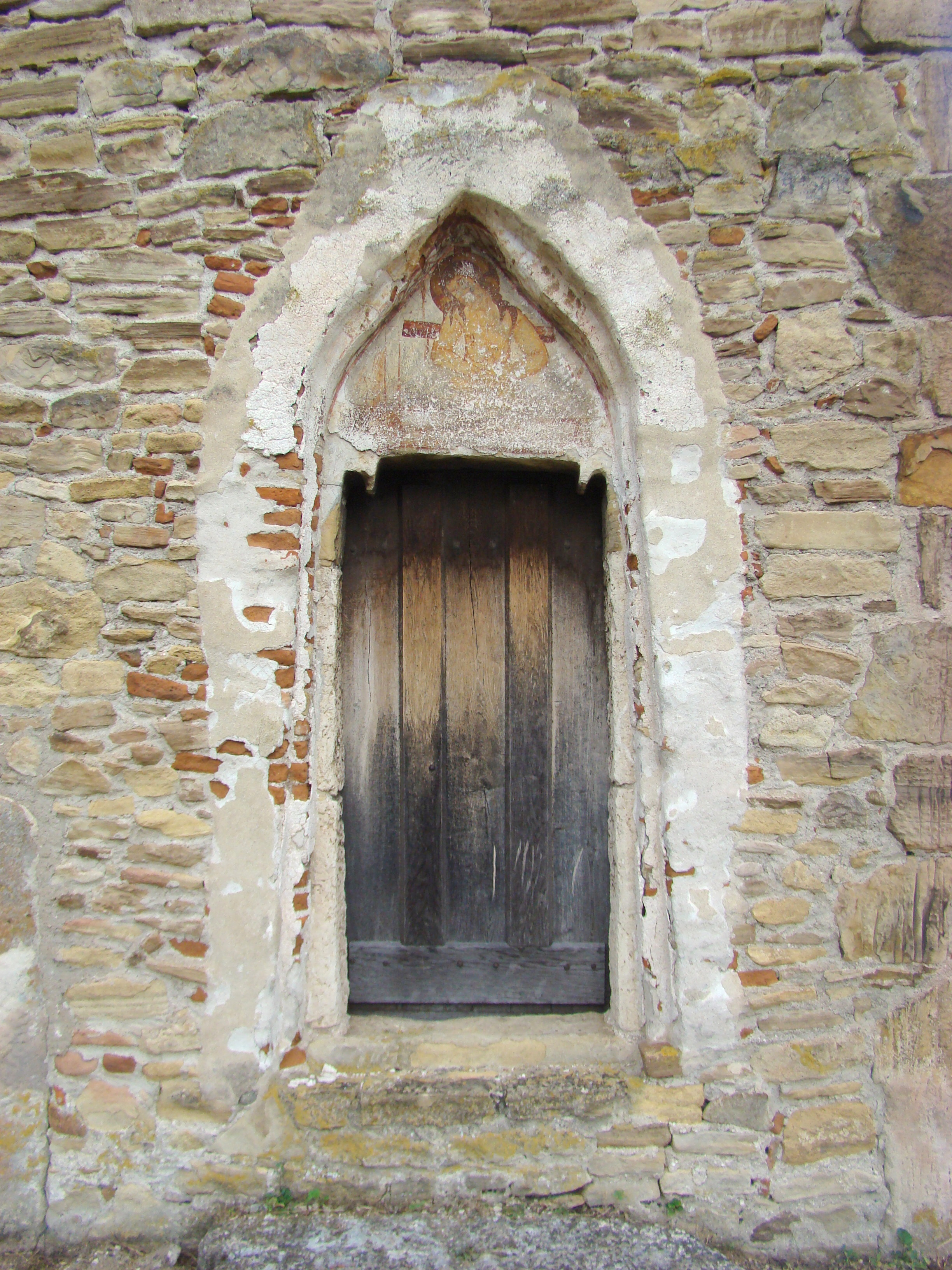
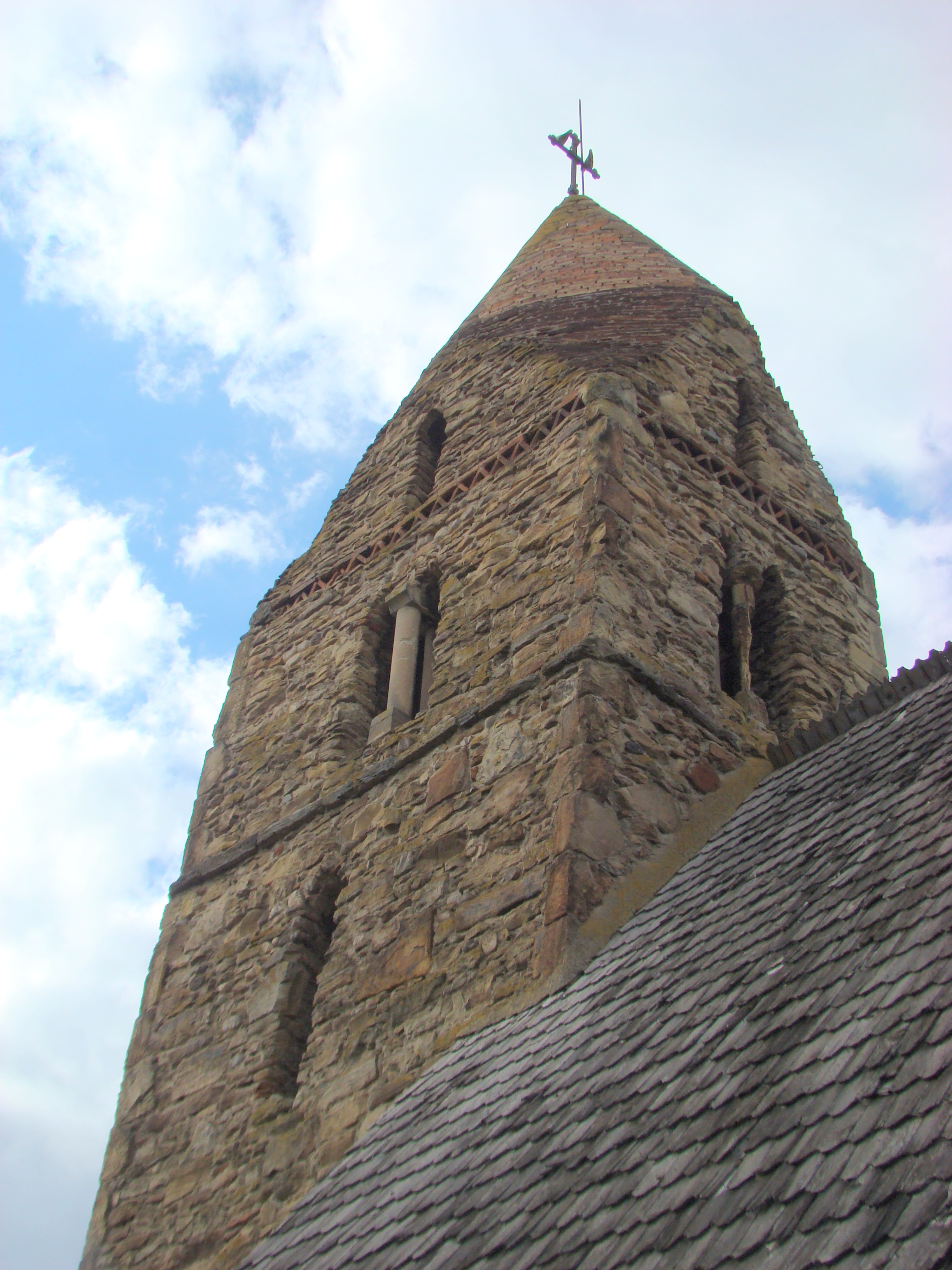
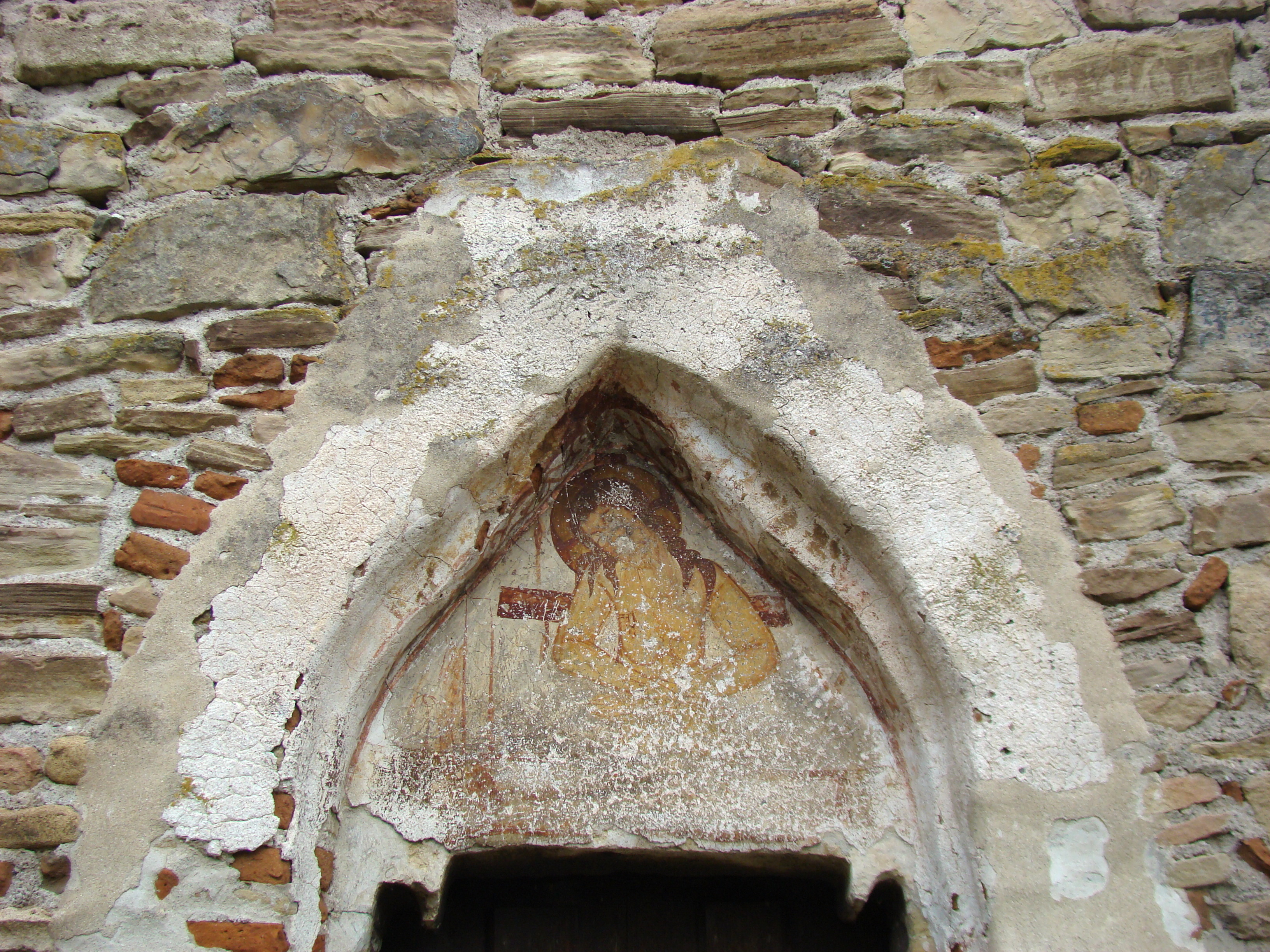
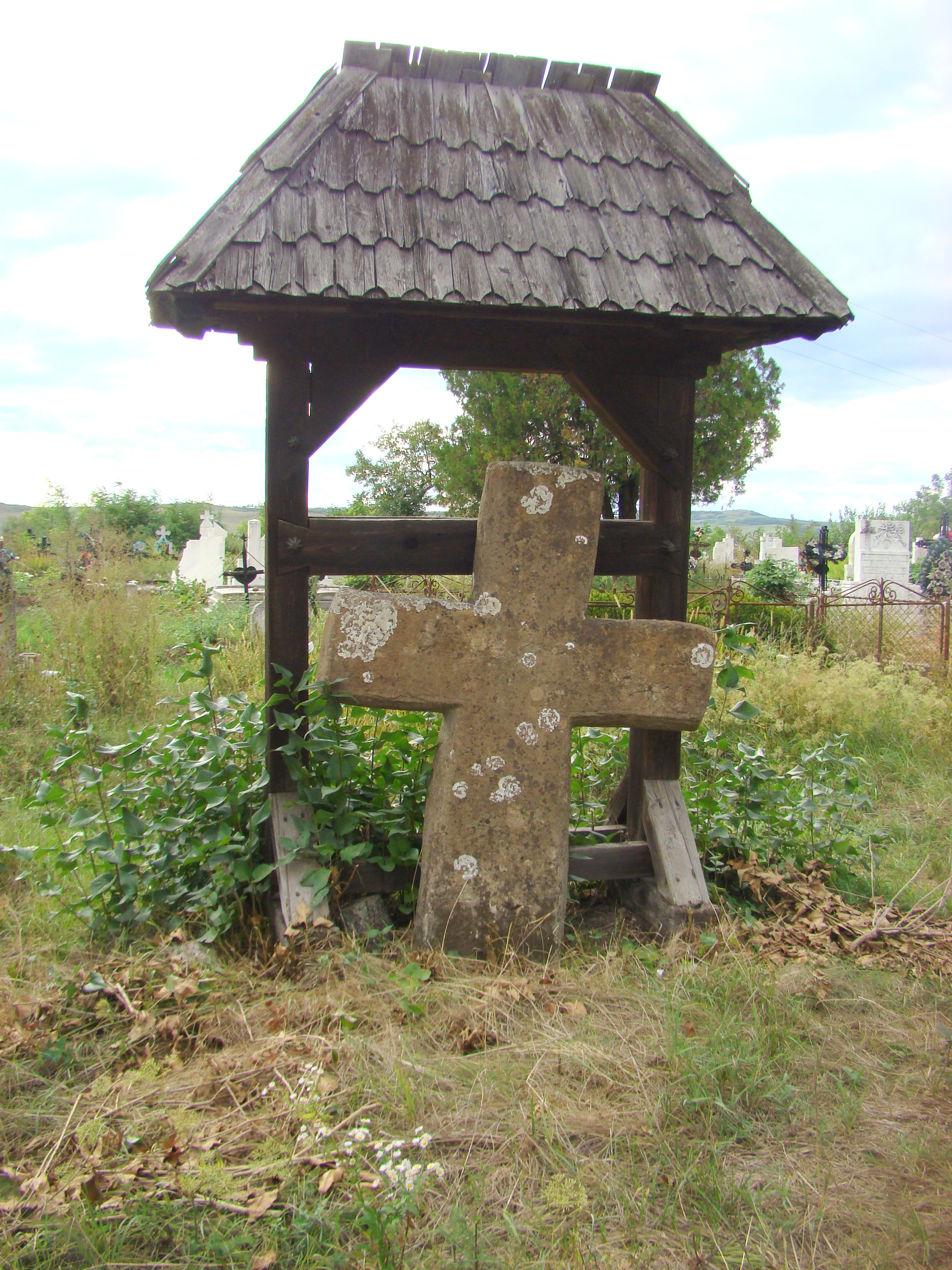
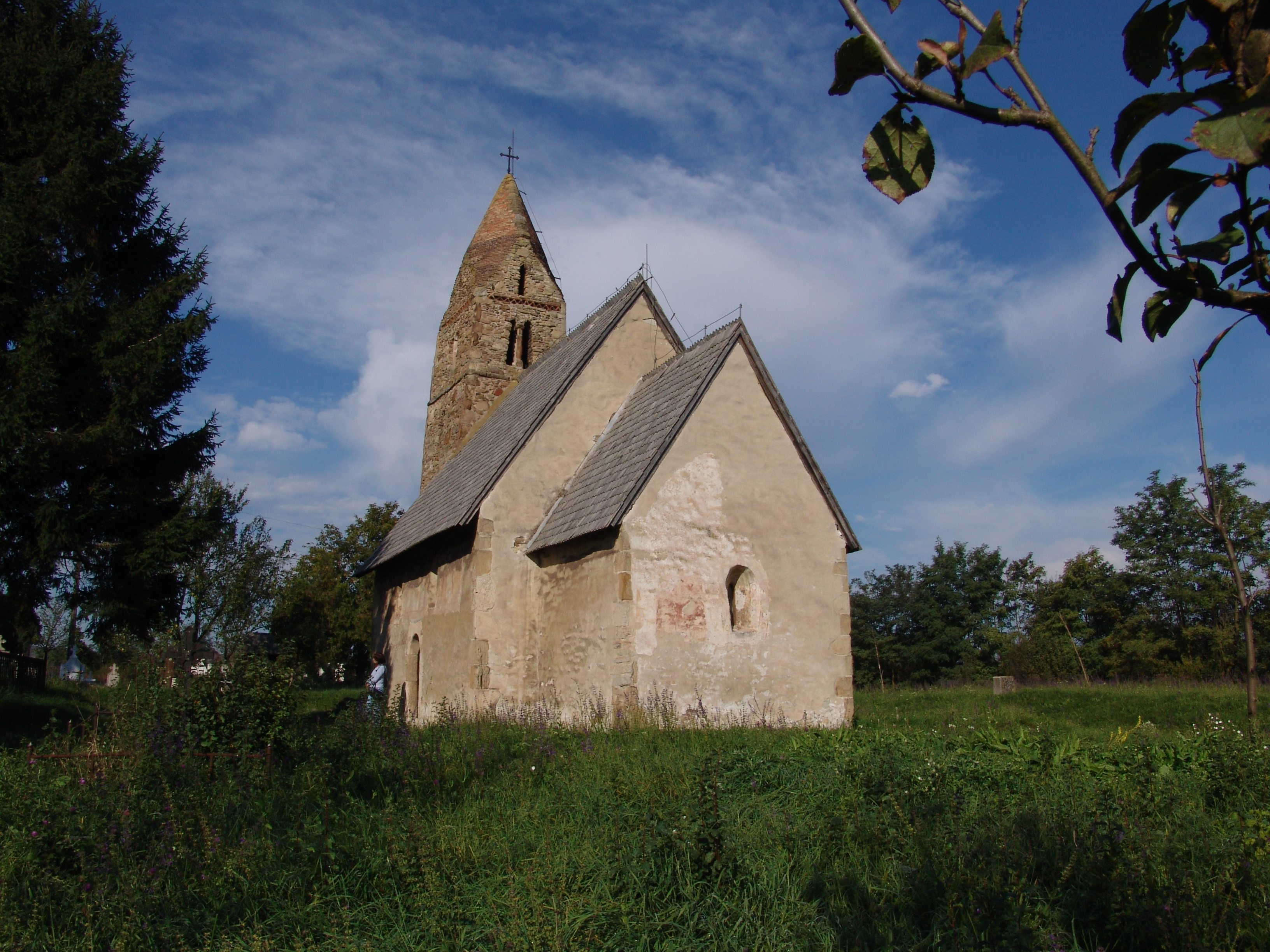
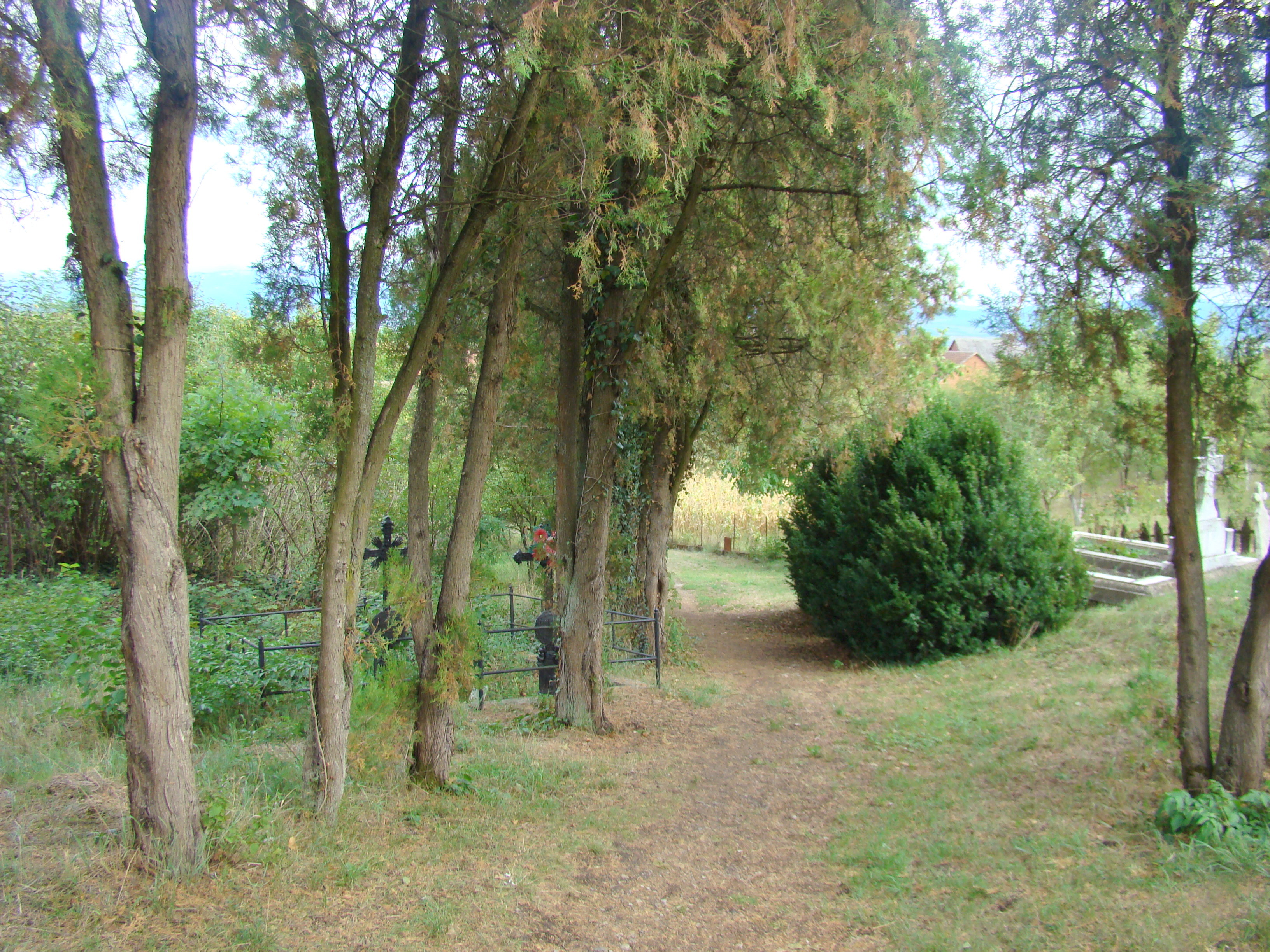
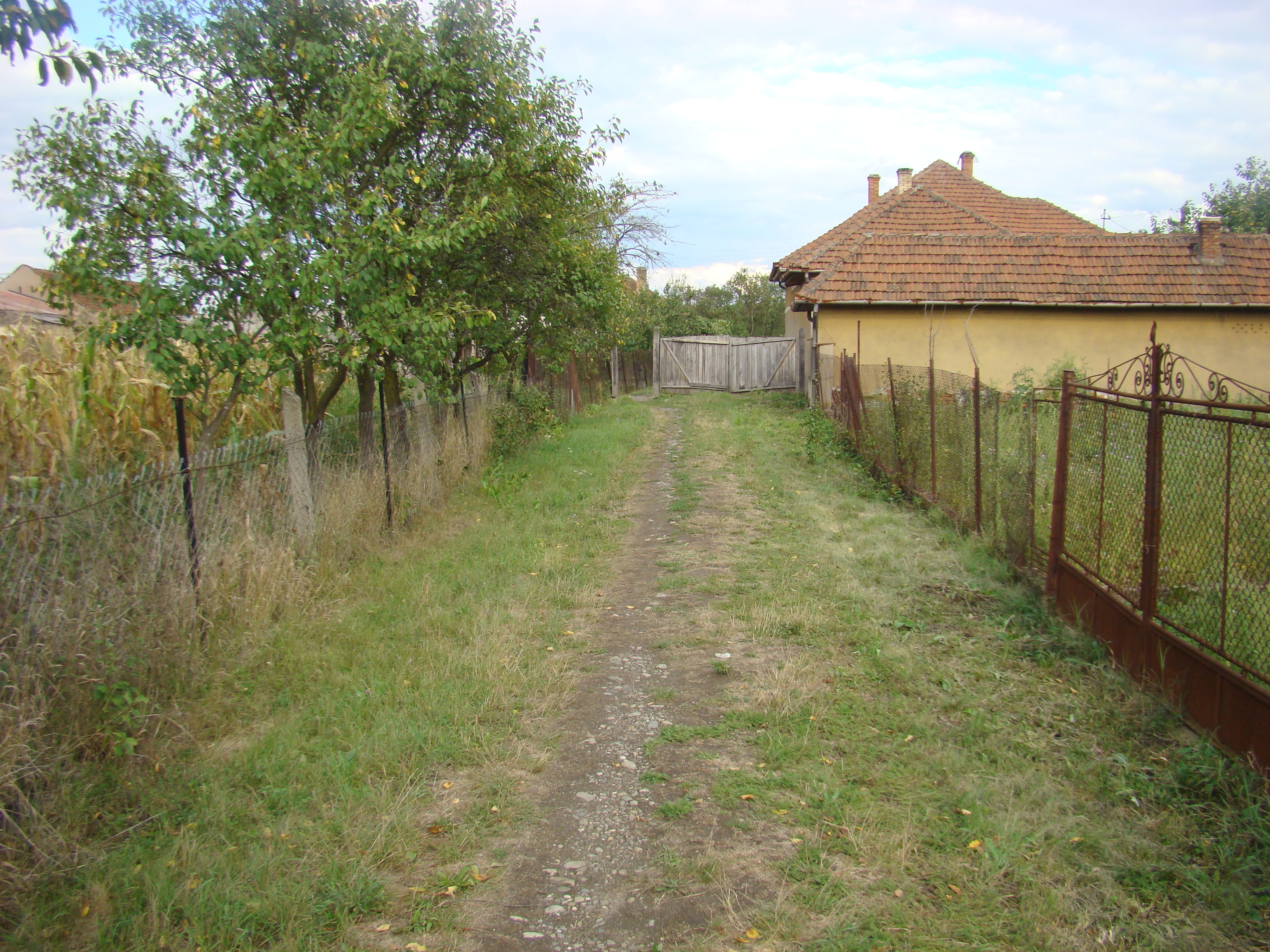

## Imagini din interior

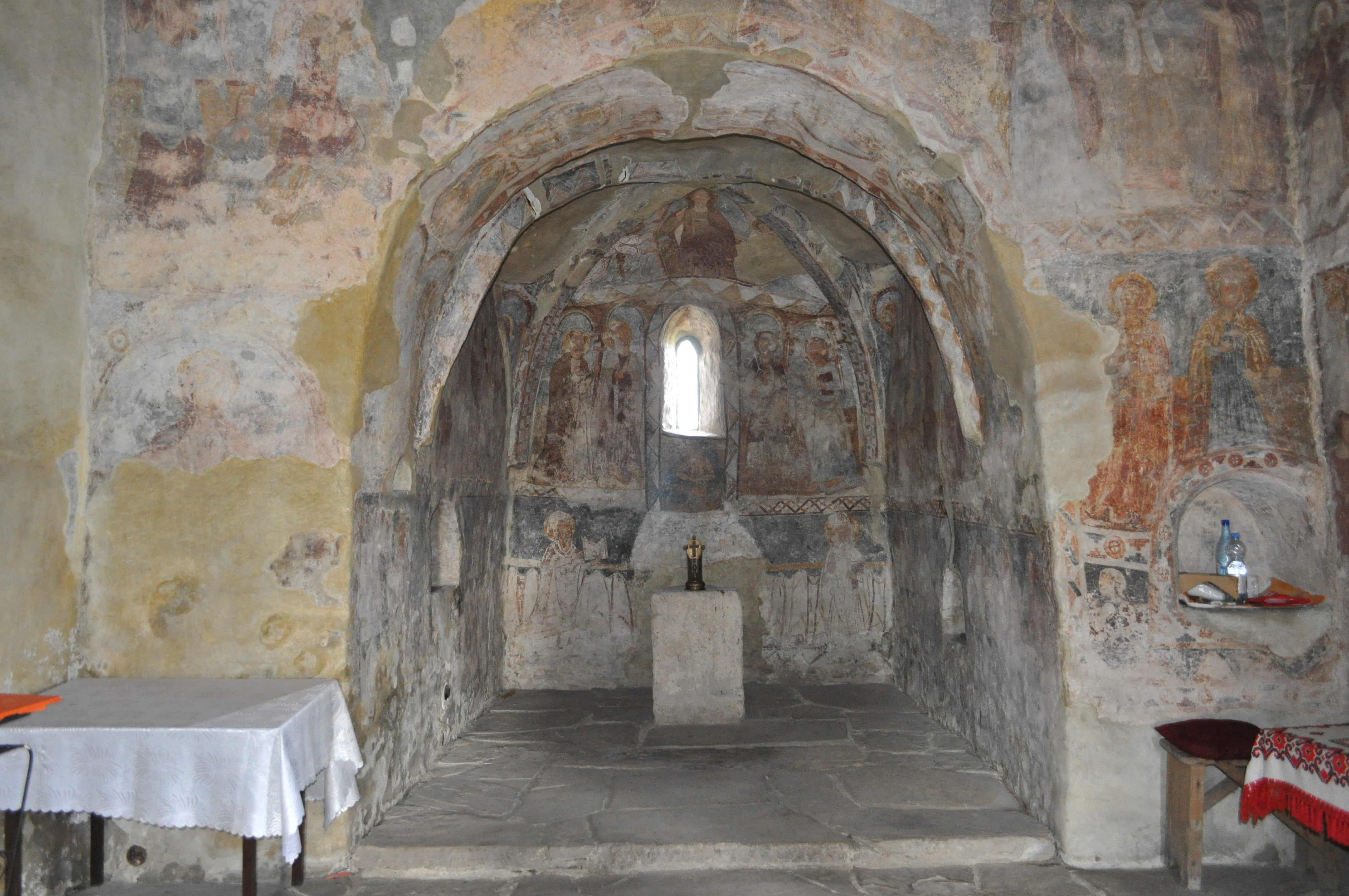
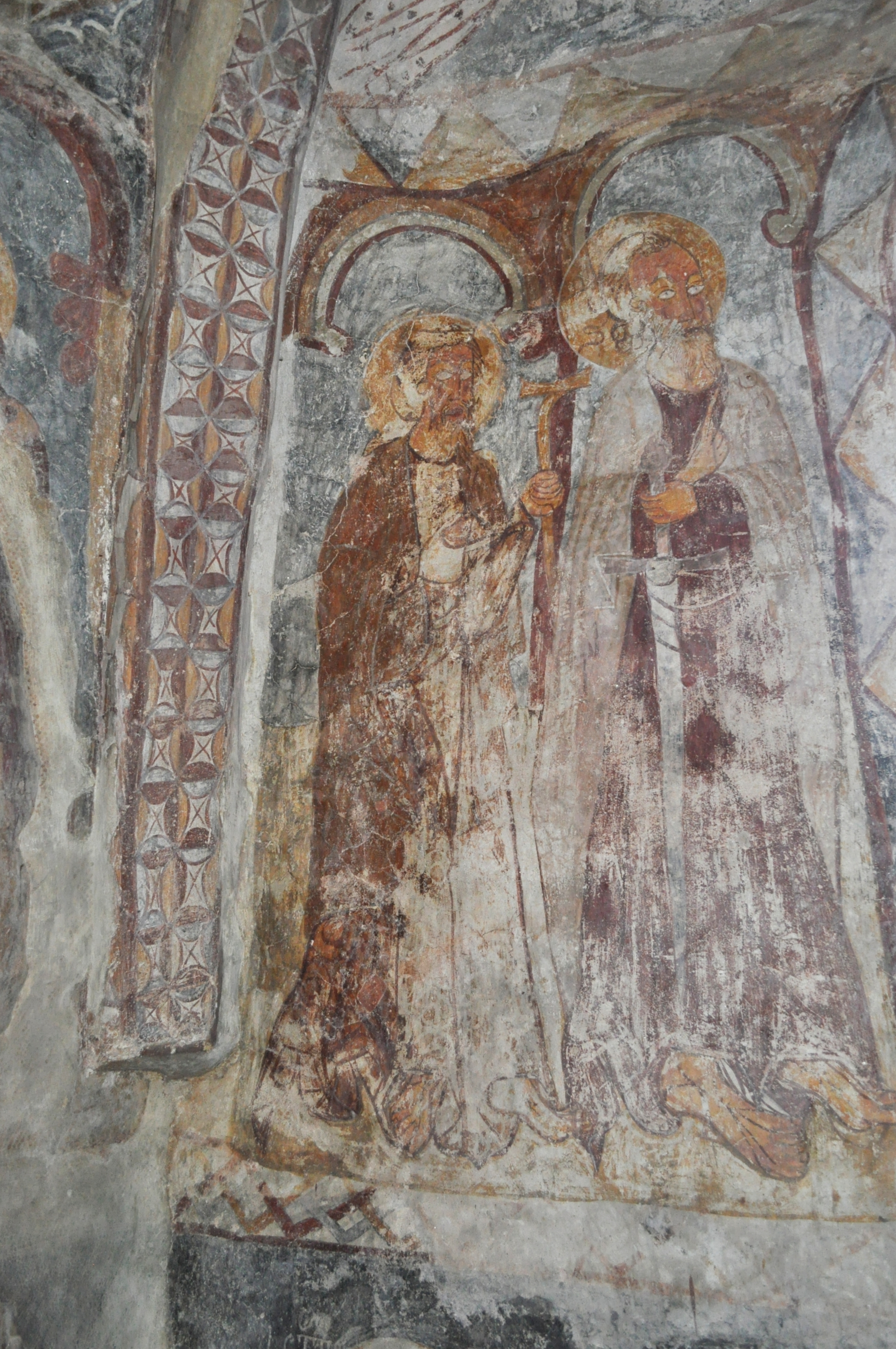
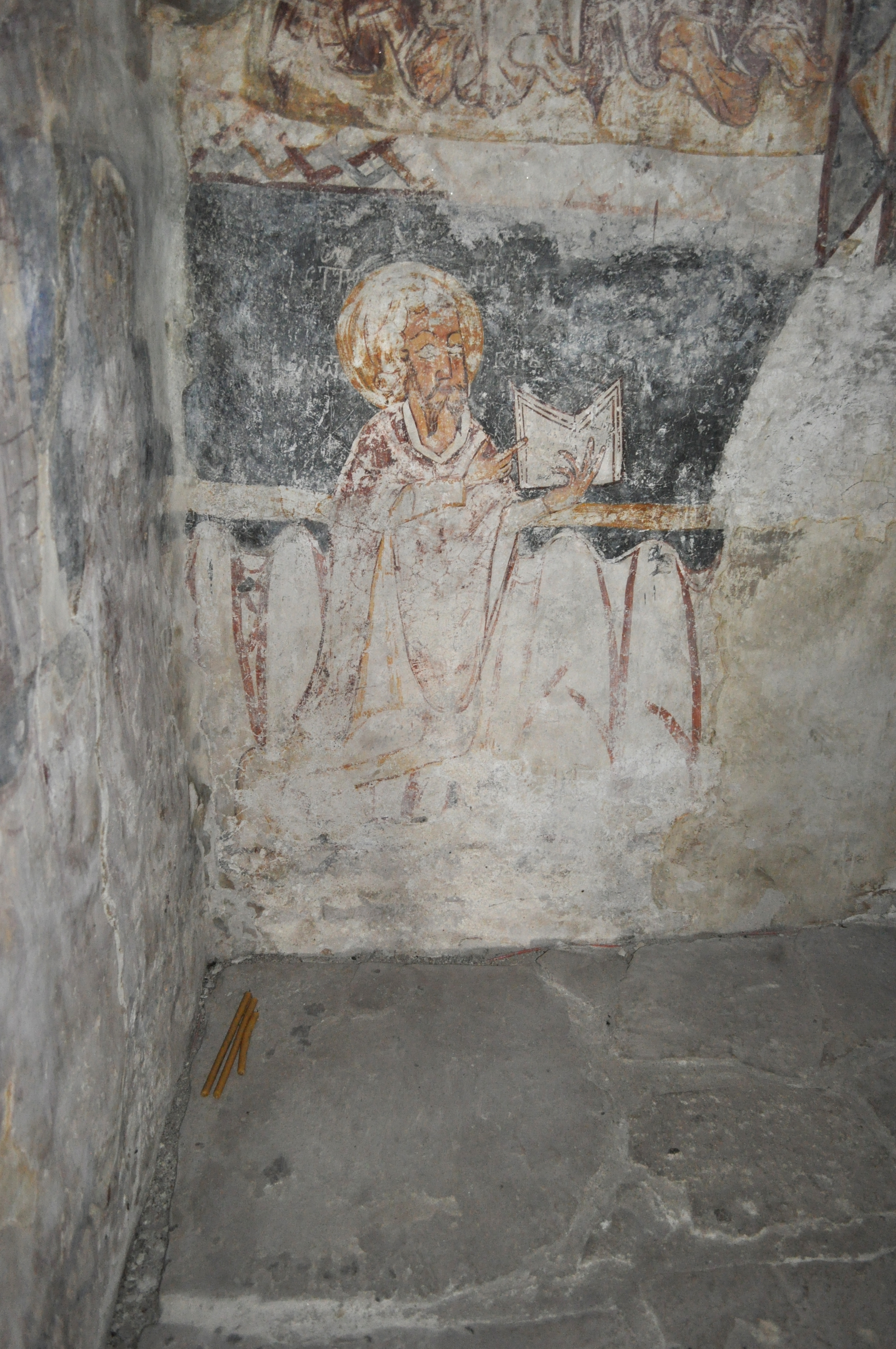
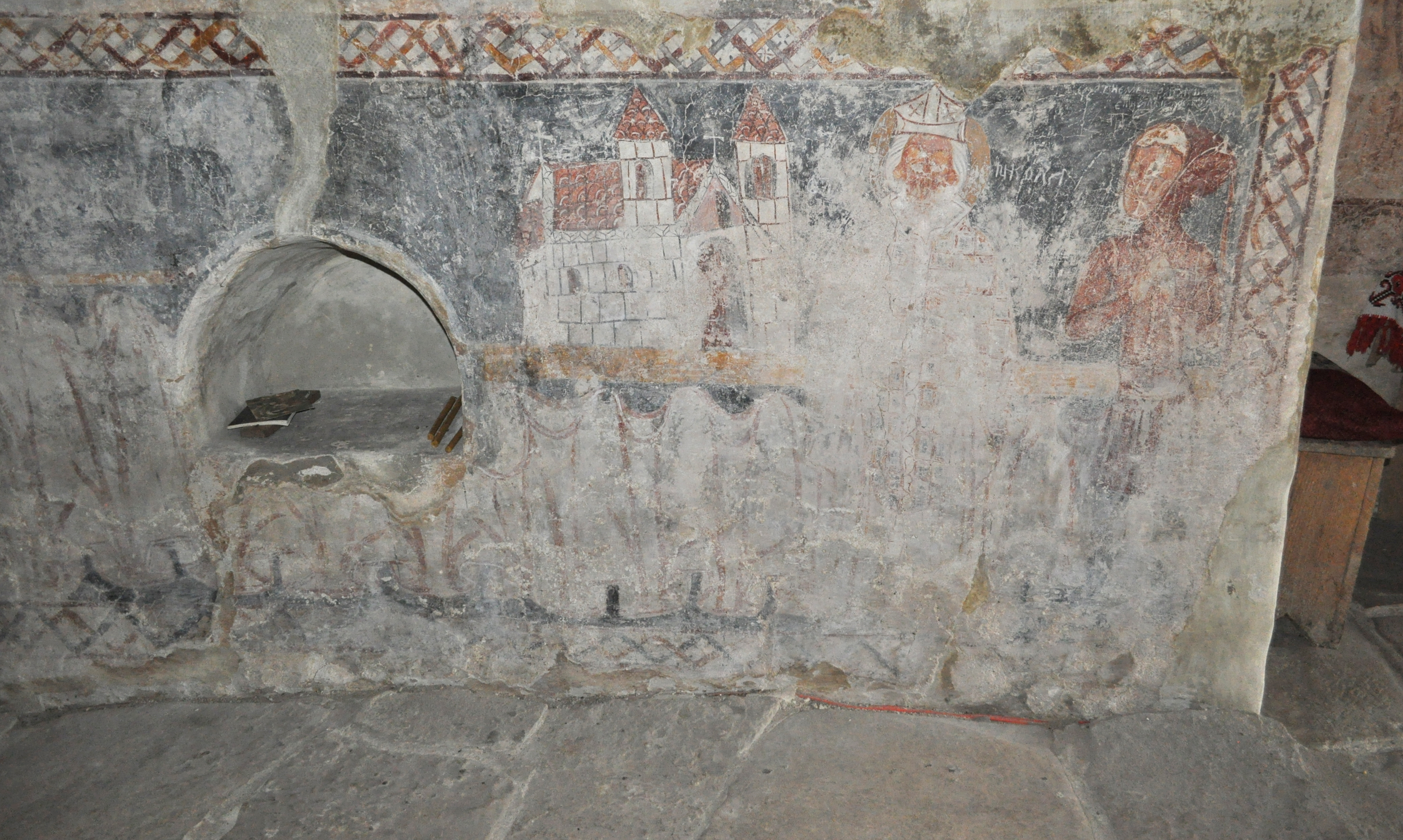
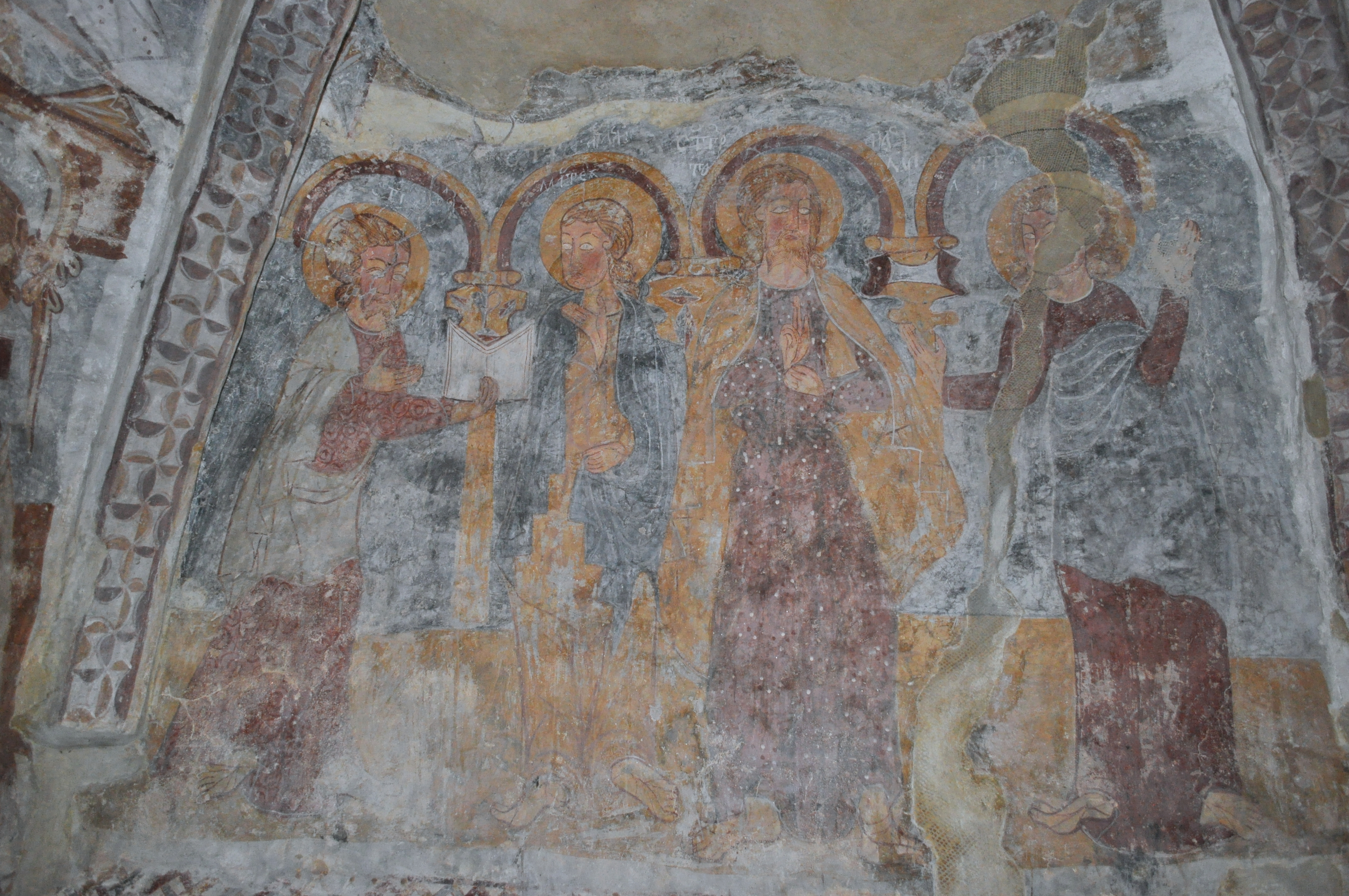
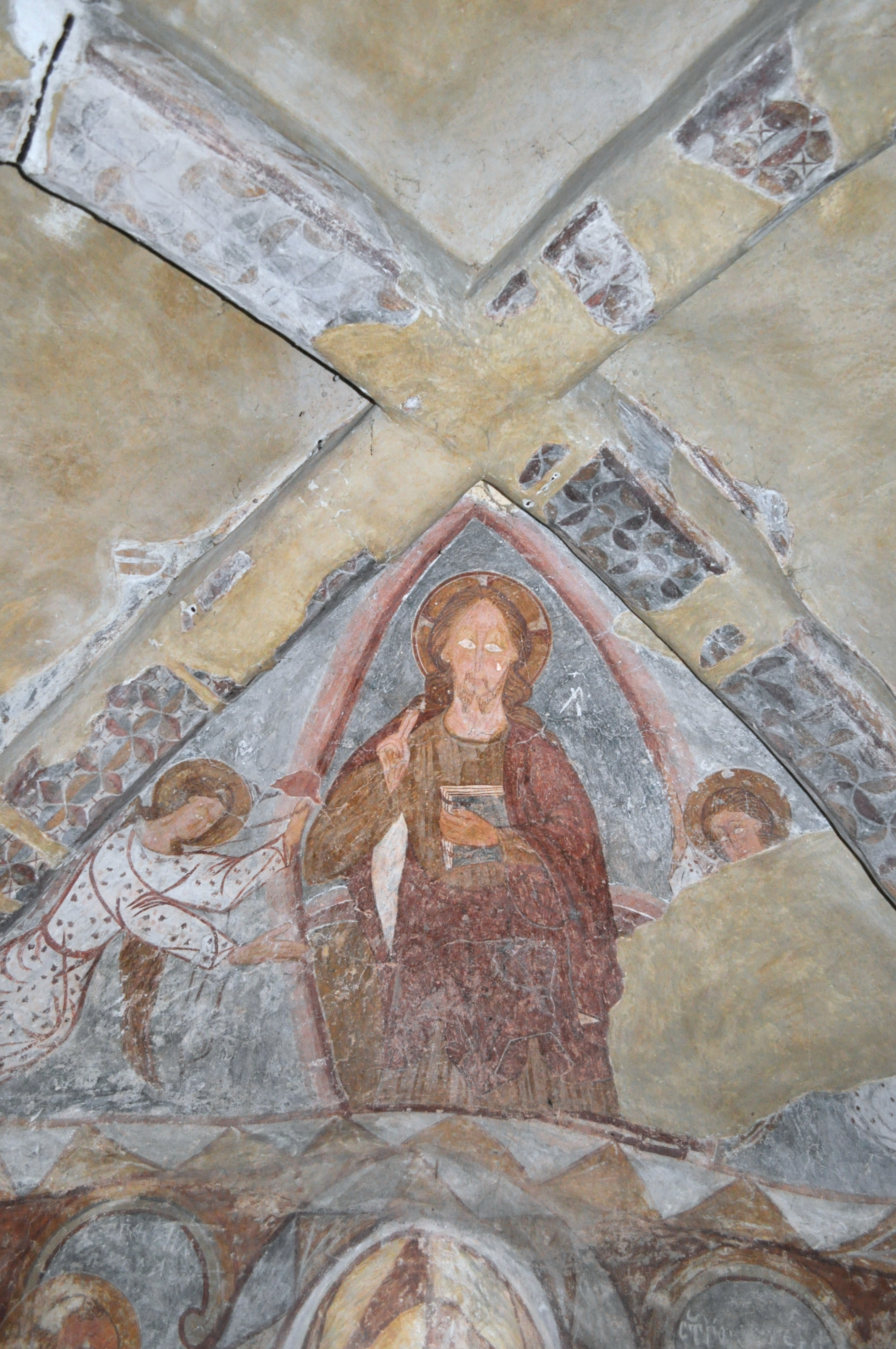
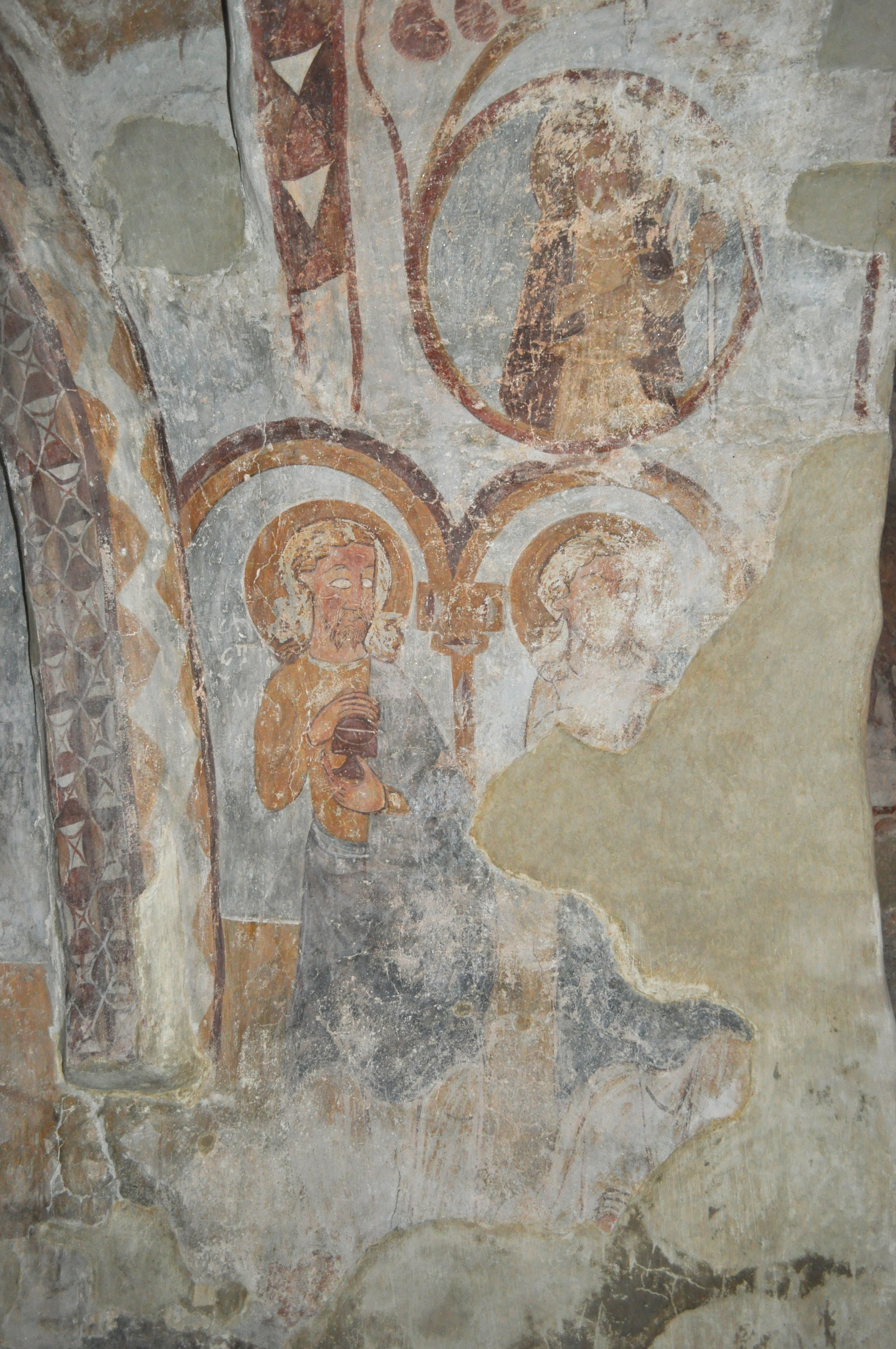
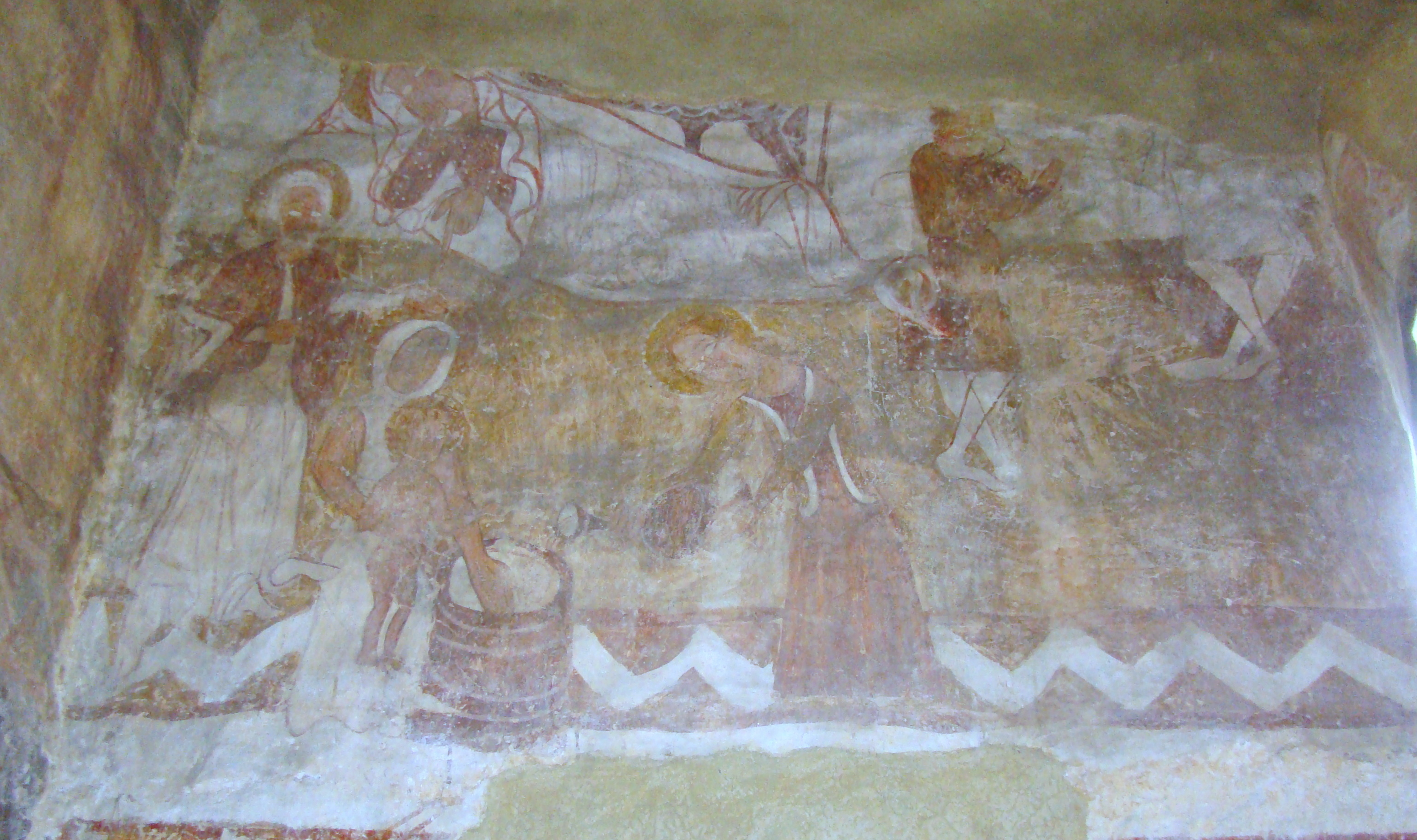
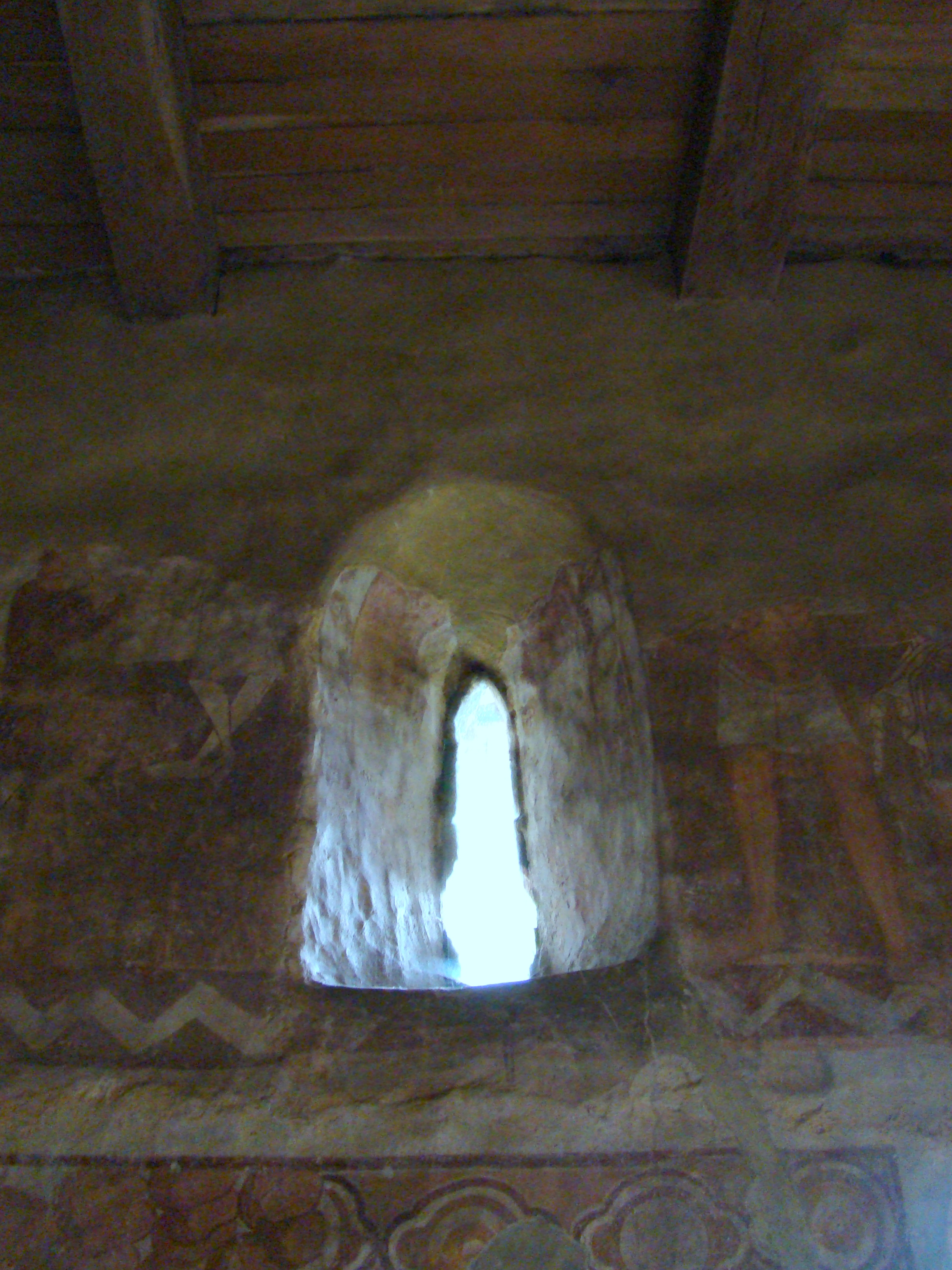
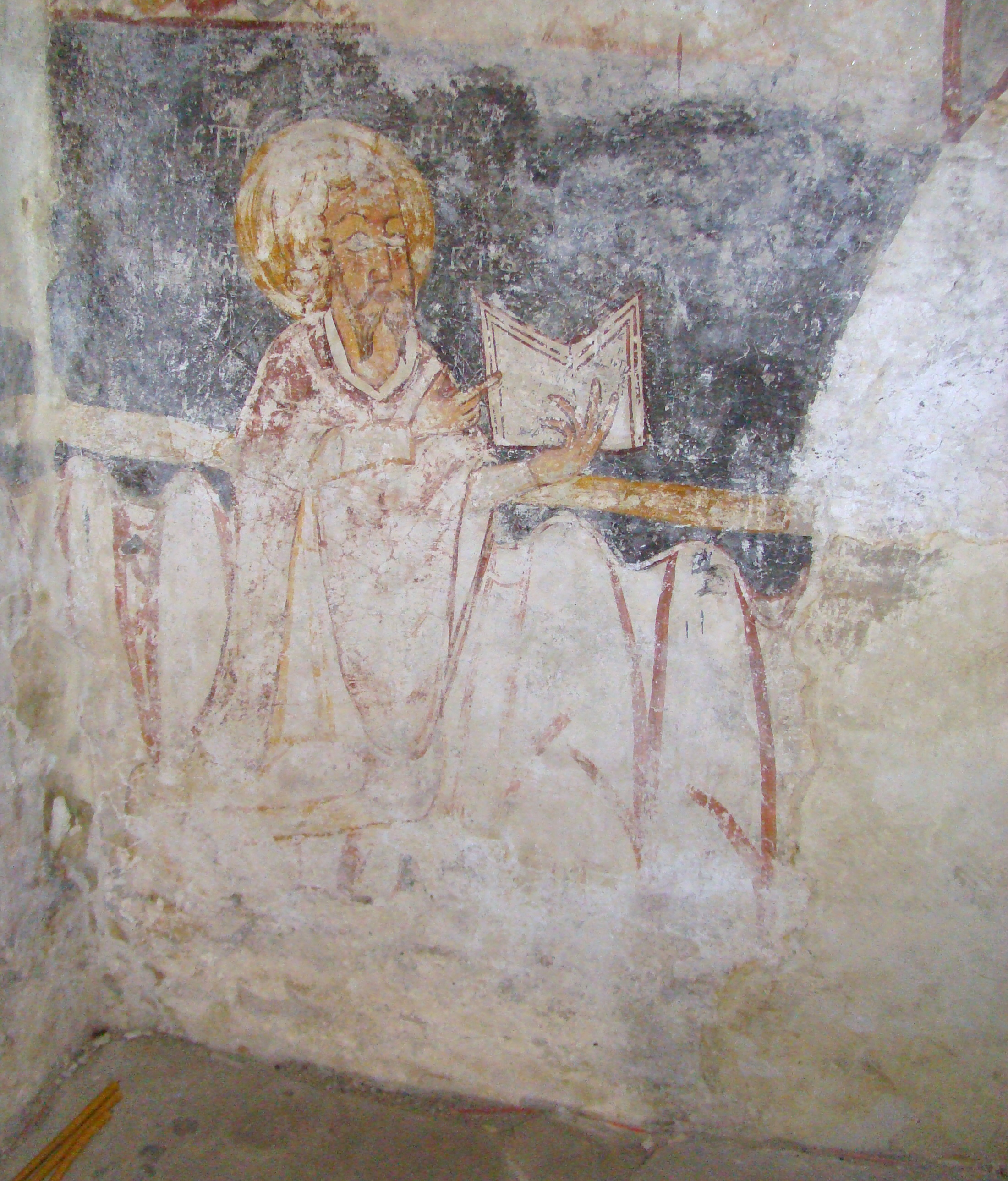
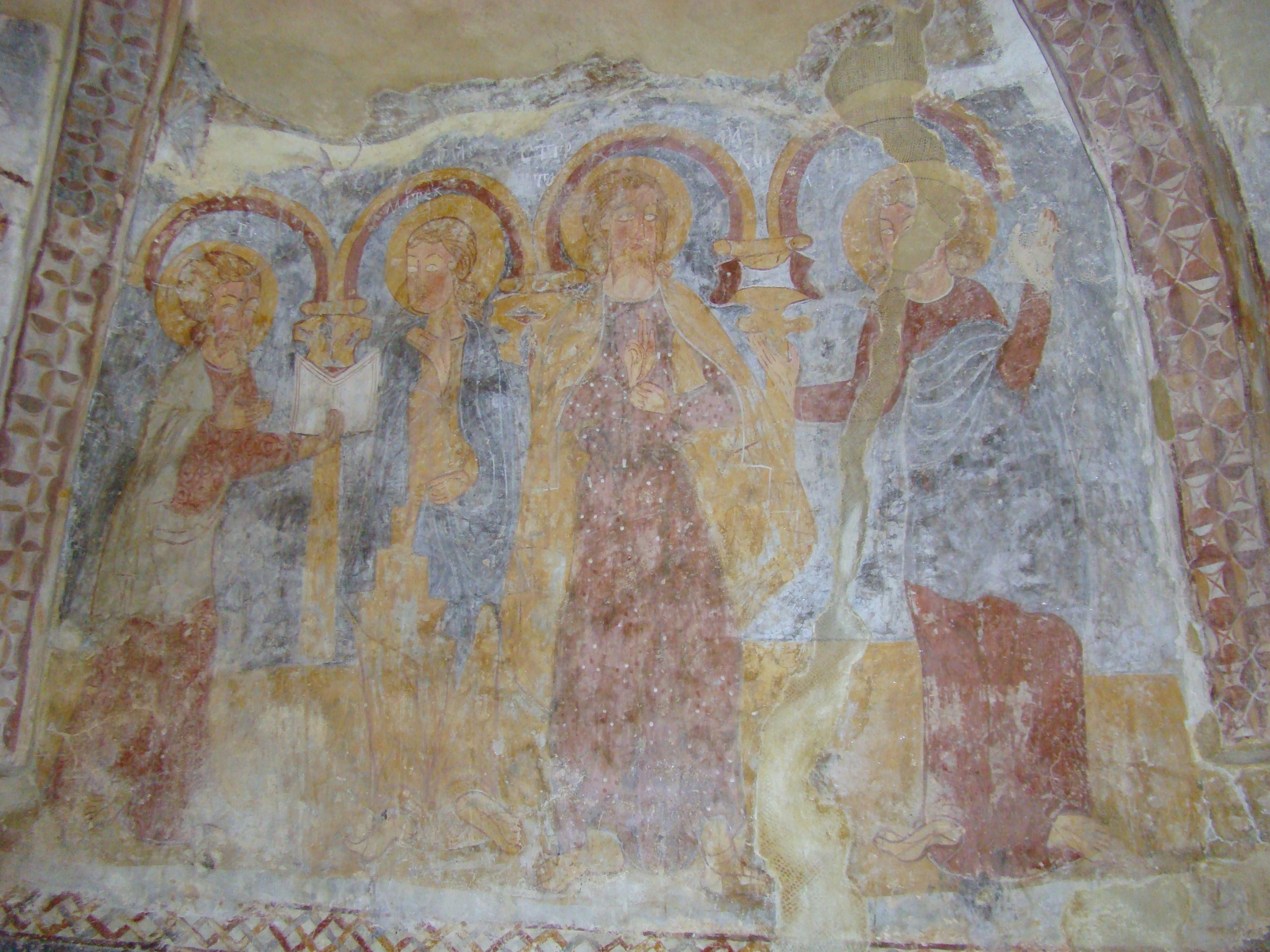
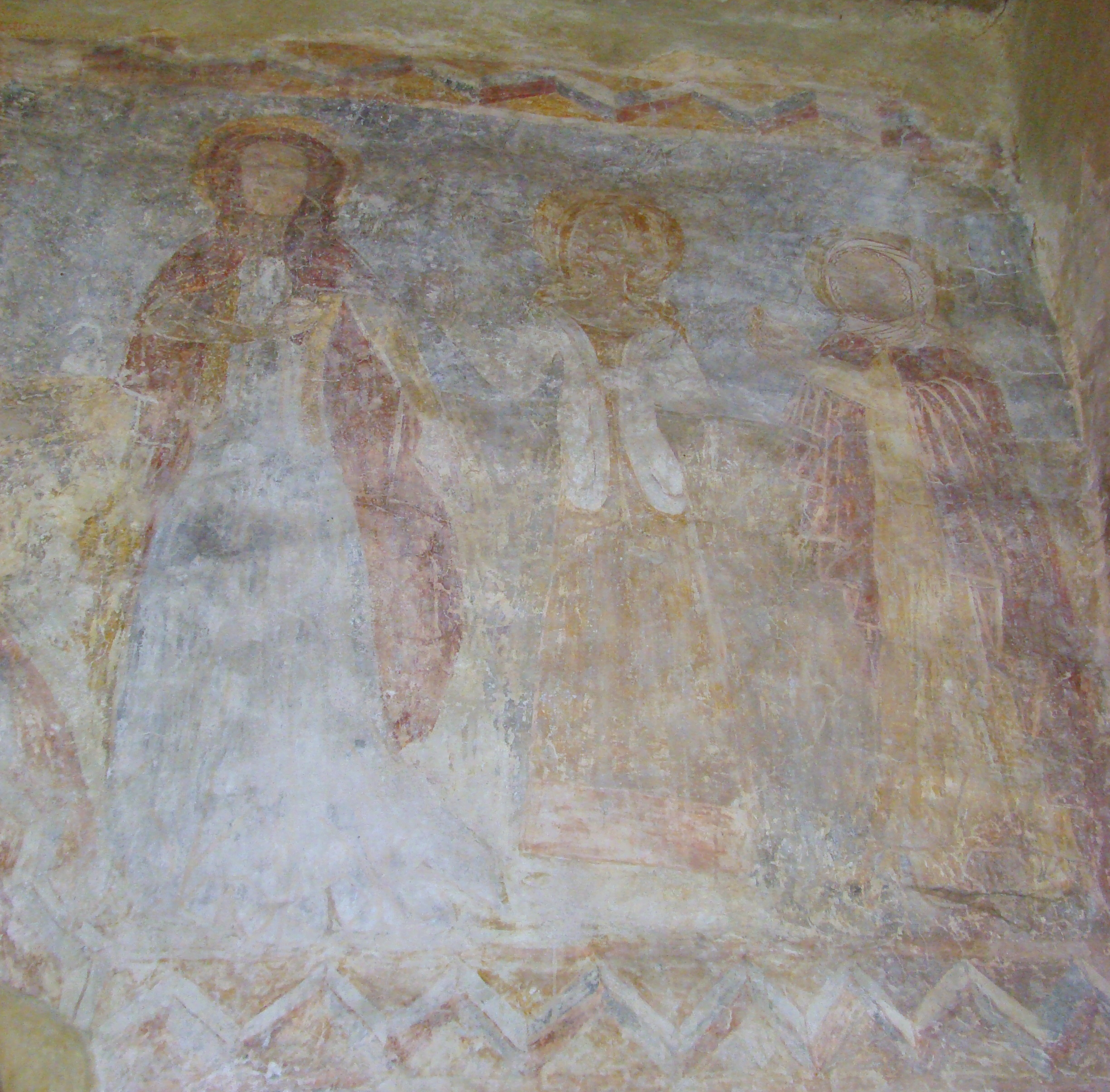
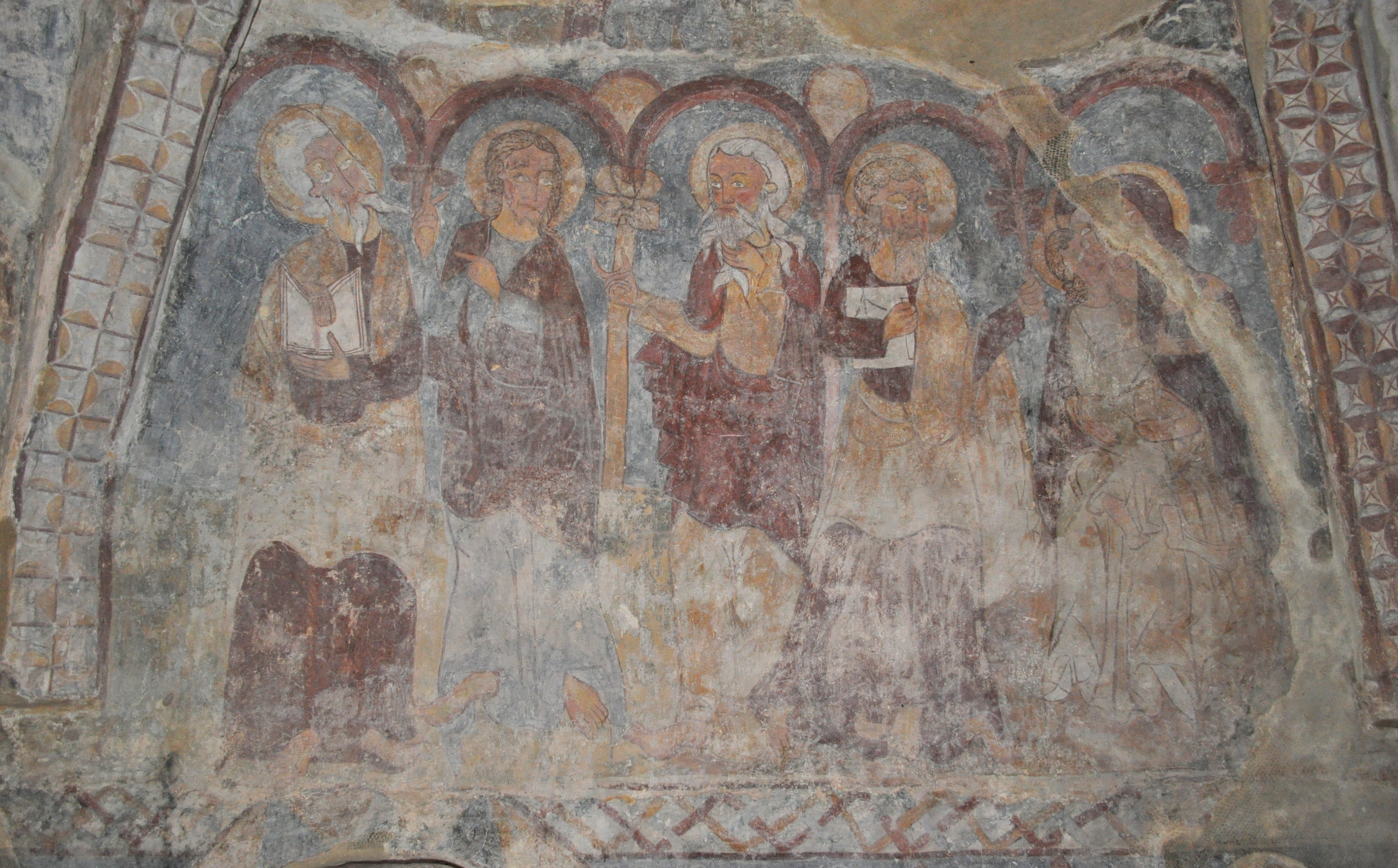
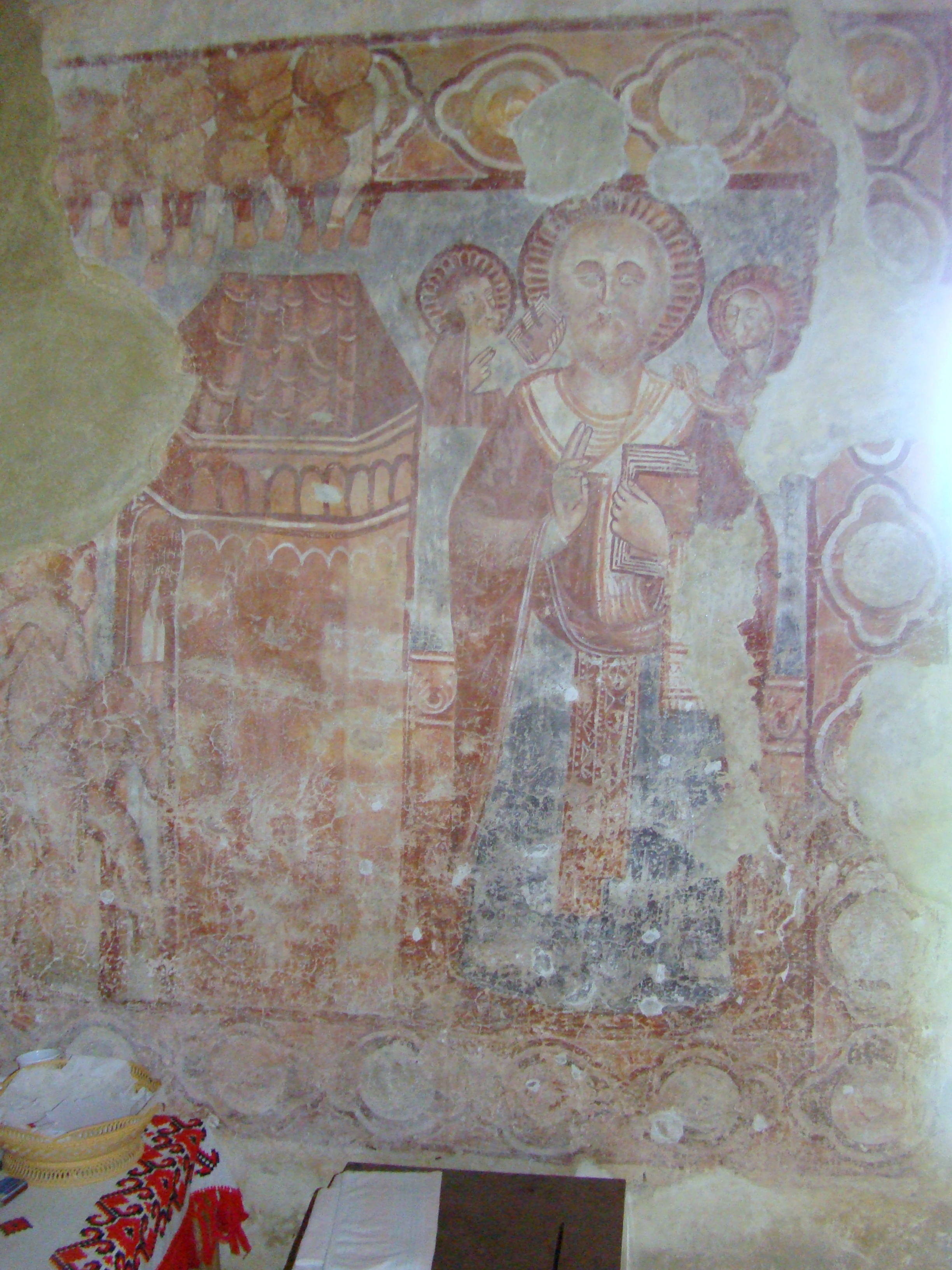
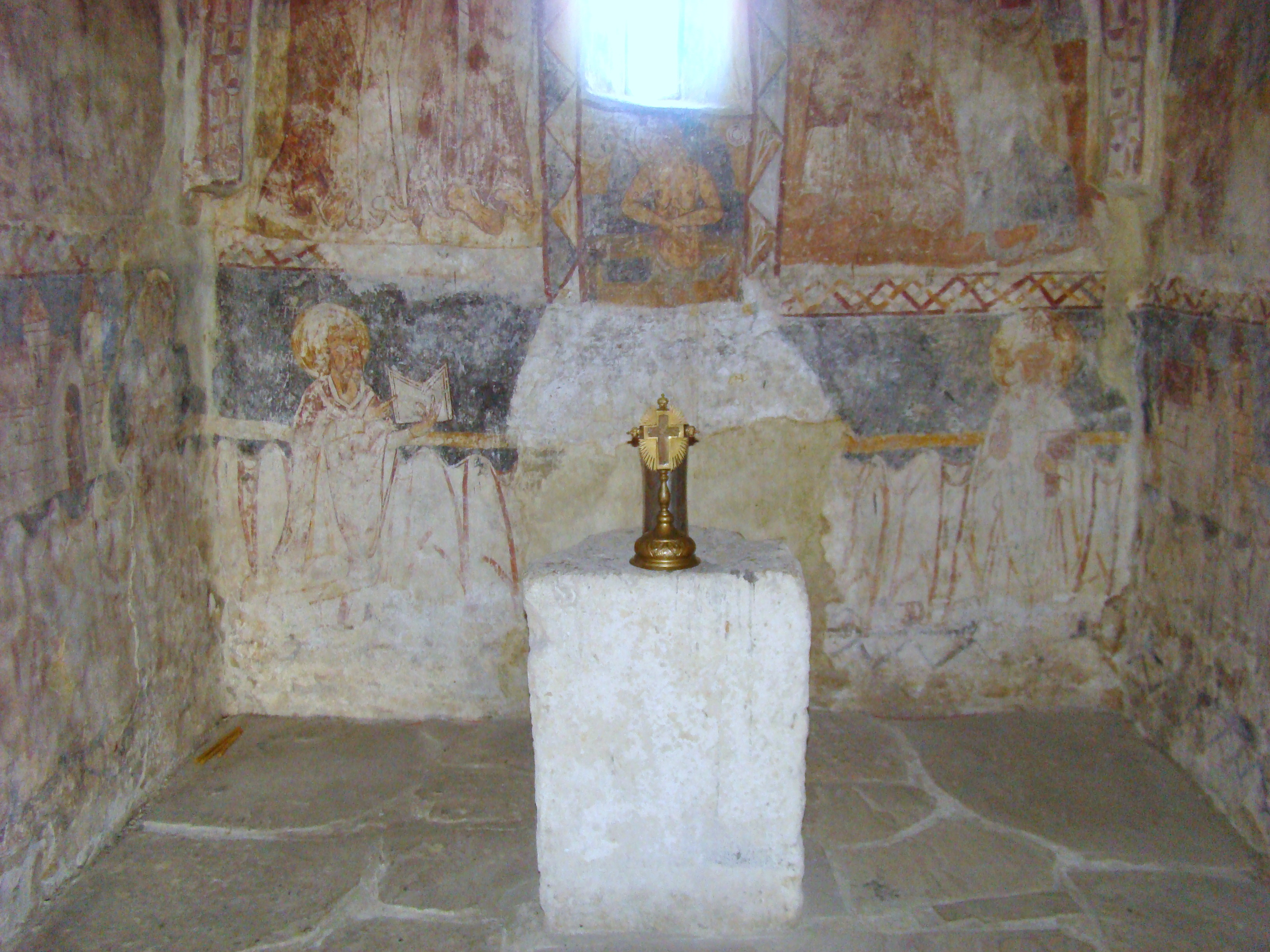
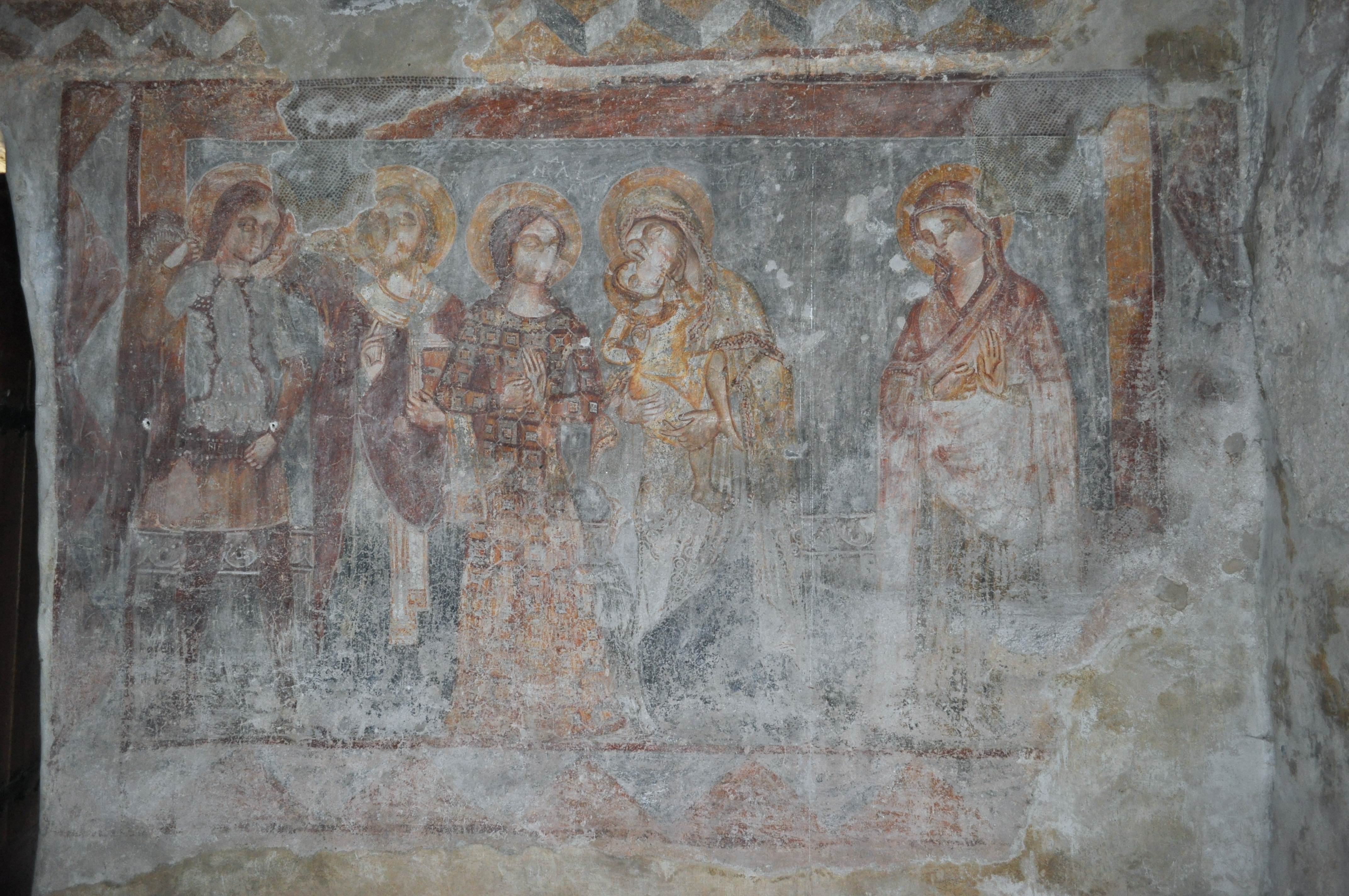
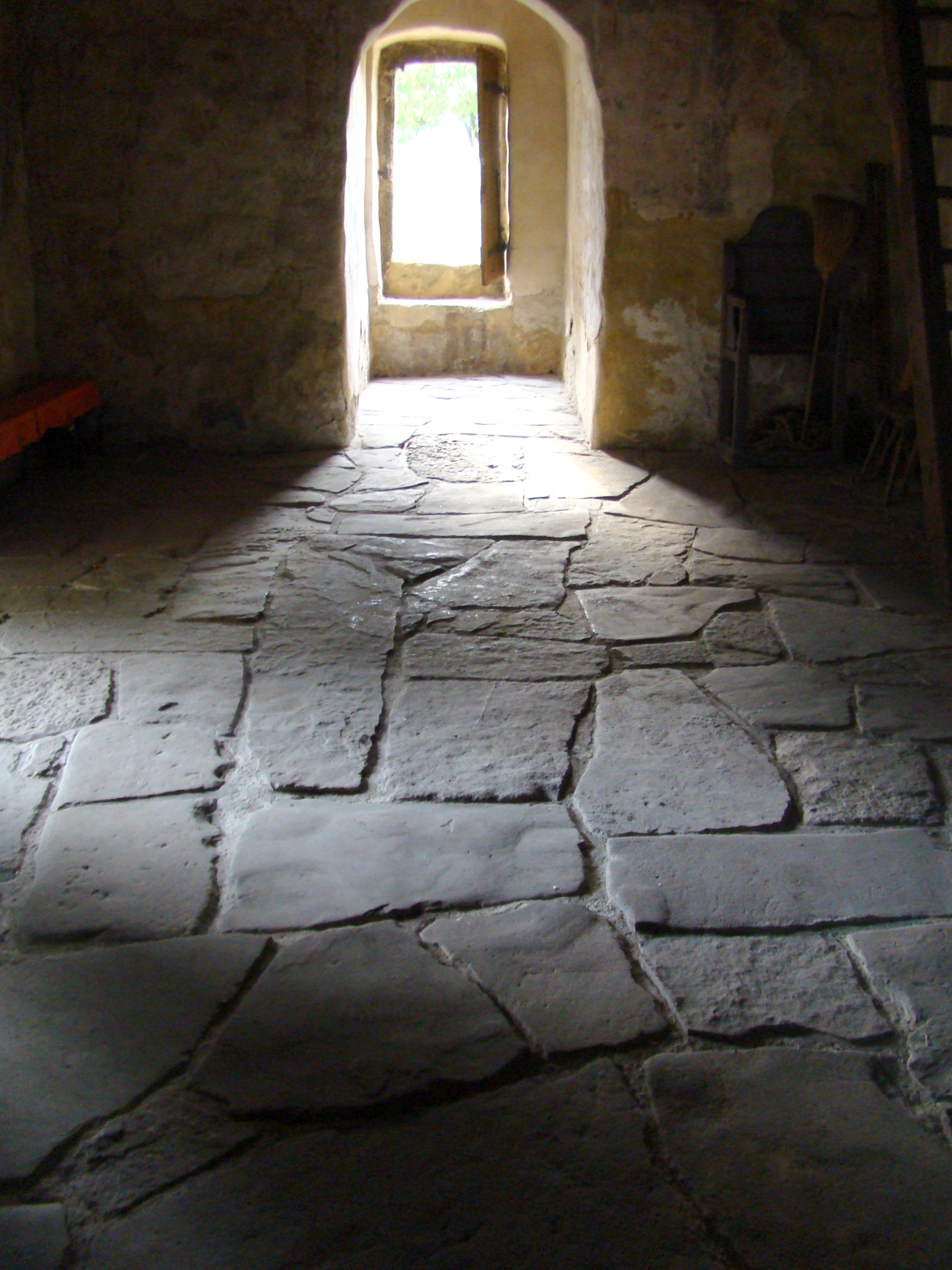
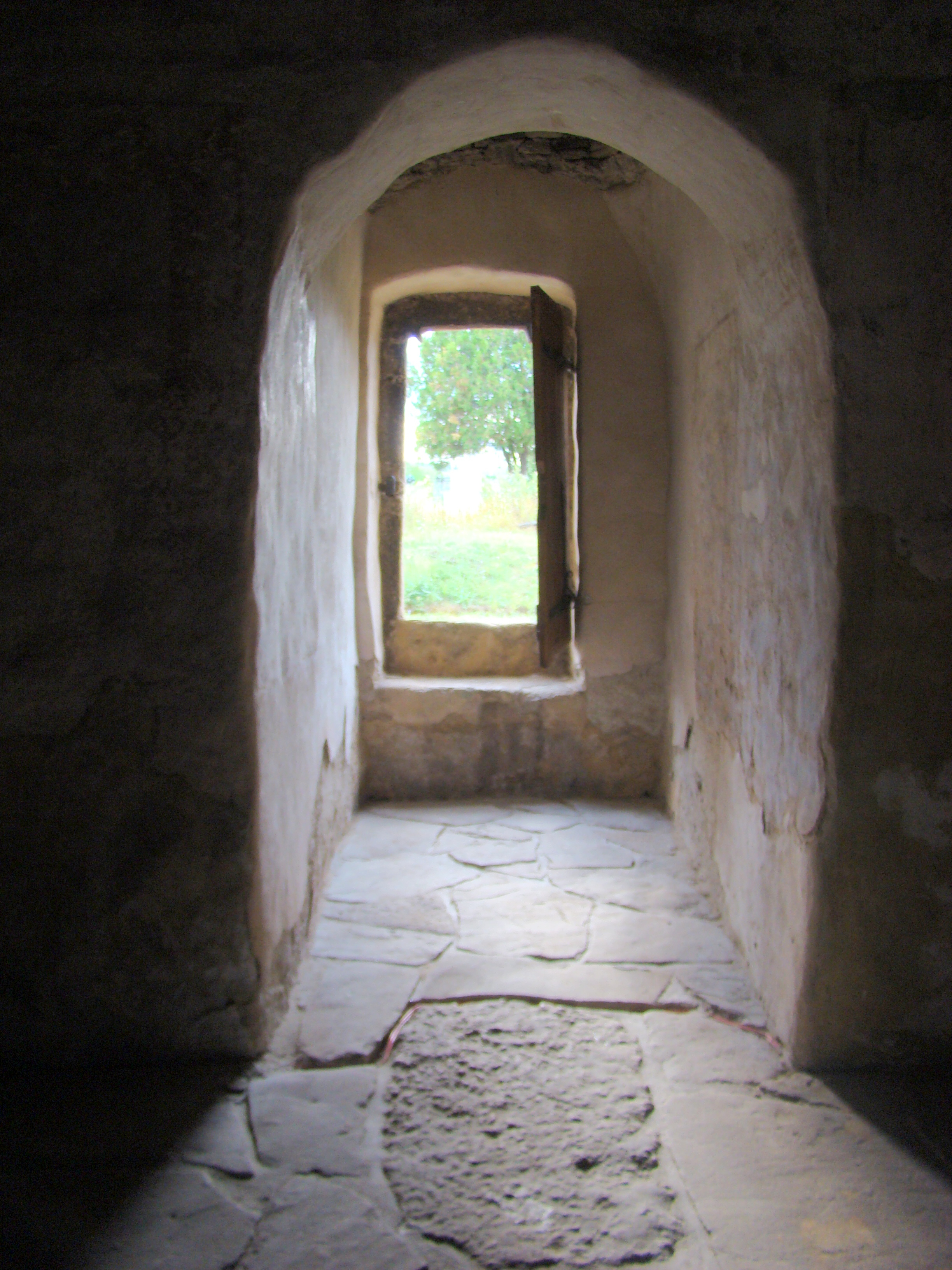
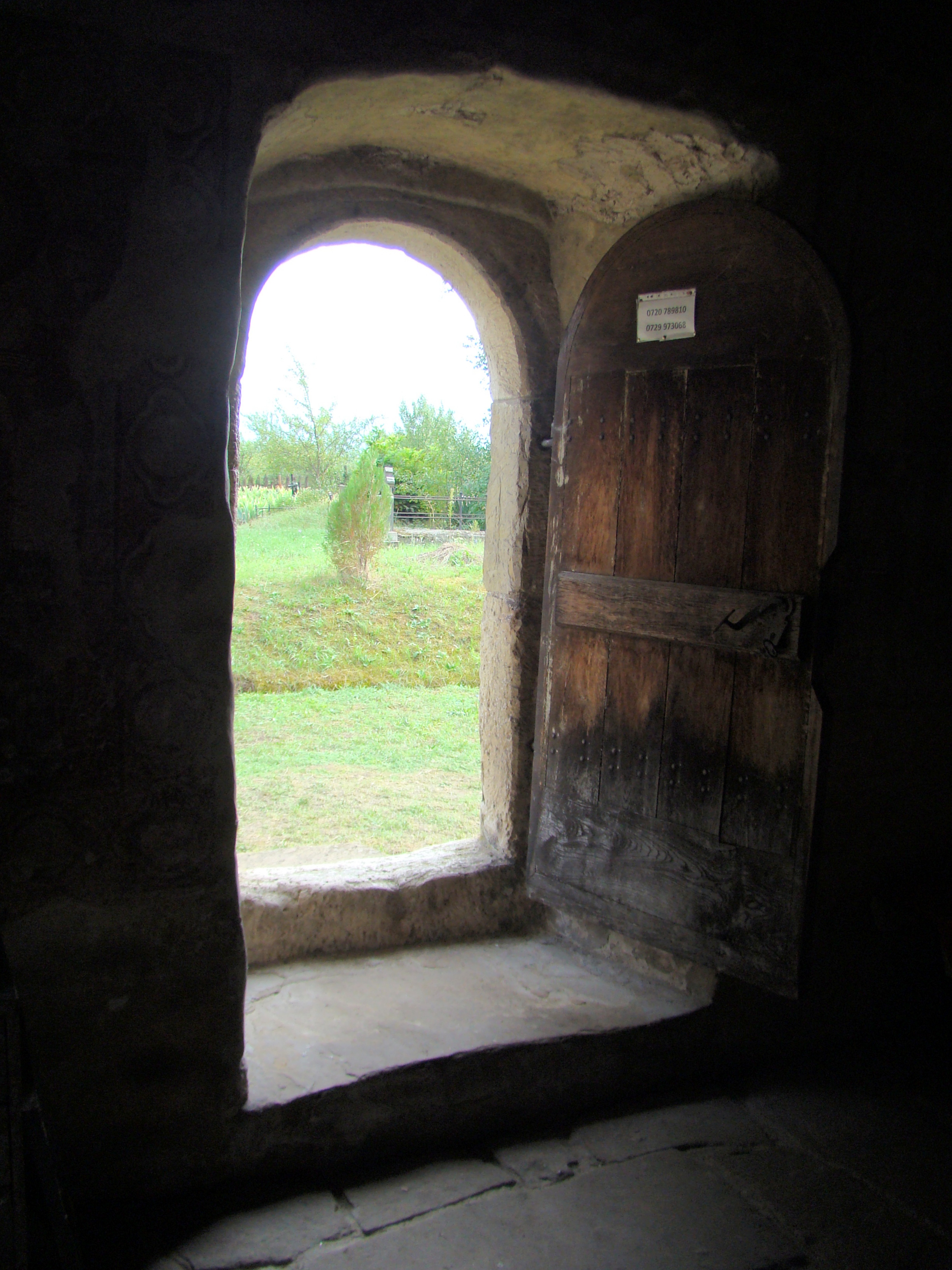